# Casaloldo
Casaloldo (Casalólt in dialetto alto mantovano) è un comune italiano di 2 603 abitanti della provincia di Mantova in Lombardia.
Si tratta di un comune posto nell'area dell'Alto Mantovano, non lontano dal confine con la provincia di Brescia, del cui territorio ha fatto parte fino alla metà del XIX secolo e della cui influenza ancora risente a livello culturale e linguistico. Un tempo il limite tra Brescia e Mantova passava proprio tra il territorio di Casaloldo e quello di Piubega, lasciando il primo nel Bresciano, mentre la seconda era inclusa nel Mantovano.
Dominato per buona parte del Medioevo da una famiglia di signori feudali, i conti Casalodi, ha fatto successivamente parte di un distretto minore avente come capoluogo la vicina Asola, soggetto per 350 anni alla Repubblica di Venezia.
La pianura dell'Alto Mantovano è, come si intuisce facilmente, a forte vocazione agricola ma anche zootecnica, e tuttavia Casaloldo oggi è anche un centro industriale, con due zone industriali e artigianali: appartiene in particolare al Distretto della calza di Castel Goffredo, in cui si producono calze da donna. Il comune oggi è inoltre fortemente multietnico.

## Geografia fisica

### Territorio

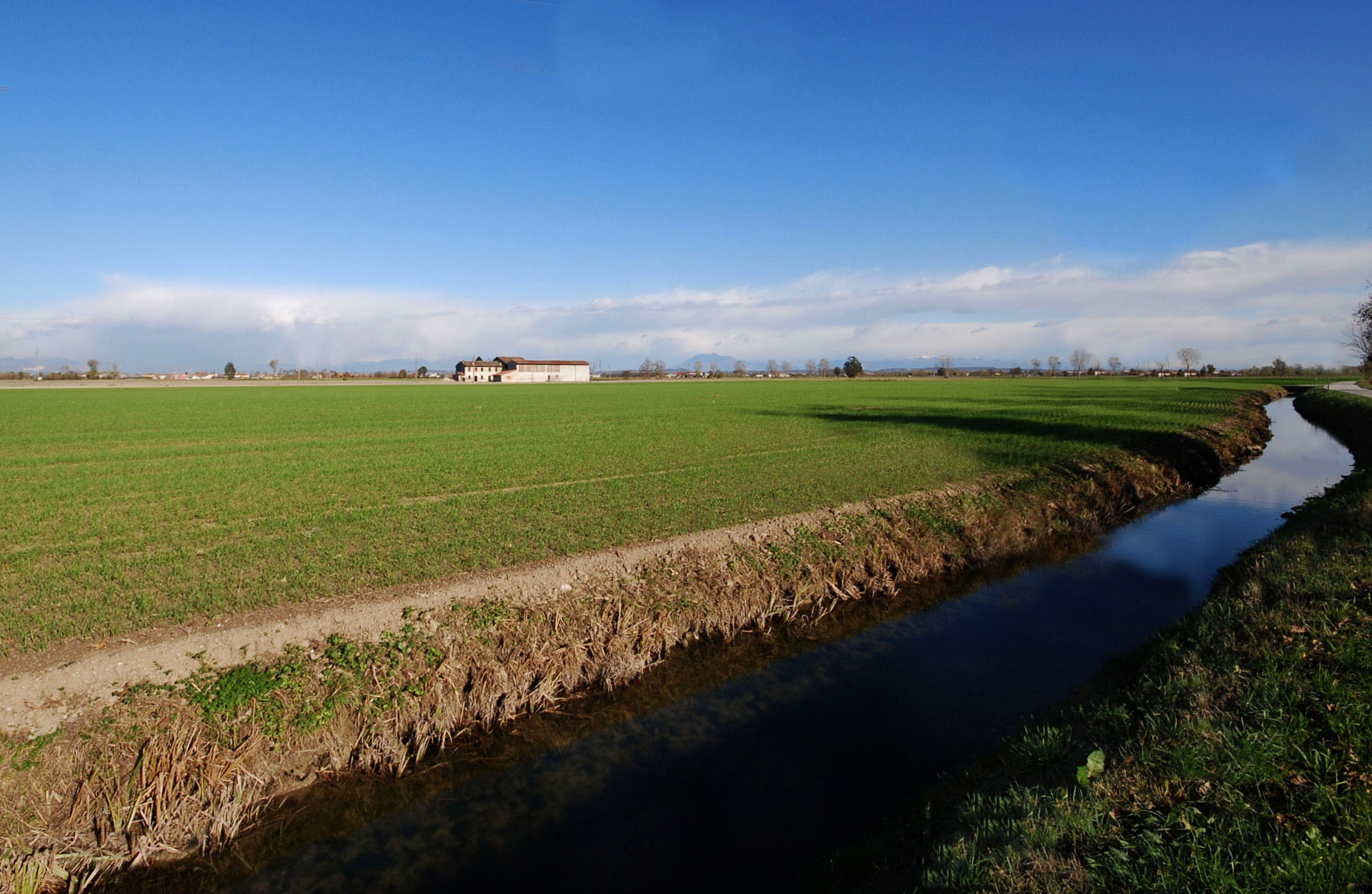
La campagna a nord di Casaloldo

Il territorio di Casaloldo è compreso nella Pianura padana. Il comune è situato accanto al confine della provincia di Brescia, non lontano nemmeno da quello con Cremona, ed è inserito nell'area dell'Alto Mantovano, ovvero il territorio in parte collinare e in parte pianeggiante nella porzione nord-ovest della provincia di Mantova.
In particolare Casaloldo rientra nell'ambito geografico “Tre Fiumi” – il cui territorio è compreso tra i fiumi Oglio, Chiese, Osone – insieme ad altri 10 comuni.
Il comune confina a nord con Castel Goffredo, dal cui centro dista in linea d'aria 4,9 km, ad est con Ceresara, a 7,5 km, a sud-est con Piubega, a 5,6 km, a sud-ovest e ad ovest con Asola, a 6,1 km.
Il paese in linea d'aria dista 26 km dal capoluogo di provincia Mantova, 36 km da Brescia, 37 km da Cremona, 45 km da Verona e 50 km da Parma, le città capoluogo di provincia più vicine.

#### Morfologia e geologia
Il paese è interamente pianeggiante. L'unica modesta altura è il dosso situato in centro storico, che è quanto attualmente rimane del terrapieno dell'antico castello. L'altitudine ufficiale, misurata in piazza Matteotti, è di 45 metri sul livello del mare, ma si va da un minimo di 40 m s.l.m. situato nella parte sud-est del territorio comunale ad un massimo di 47 m s.l.m. nella parte nord-ovest.
Il territorio della provincia di Mantova ha avuto origine dalle complesse vicende intervenute durante l'era quaternaria; la sua genesi si deve, infatti, prima alla dinamica glaciale e fluvioglaciale durante il Pleistocene (1,7 - 0,01 milioni di anni), poi a quella fluviale durante l'Olocene (a partire da
0,01 milioni di anni).
Per Casaloldo, l'assetto geologico è caratterizzato, come del resto in tutta la parte centro-occidentale della provincia, dalla piana proglaciale würmiana, nota come Livello fondamentale della pianura (LFdP), formatasi al termine dell'ultima glaciazione quaternaria.
Questo livello fondamentale della pianura è costituito da sedimenti di origine fluvioglaciale e fluviale, la
cui granulometria passa dalla dominanza ghiaioso-sabbiosa nell'area prospiciente le colline
moreniche del Garda a quella limoso-sabbiosa verso sud.
Il livello fondamentale descrive la pianura formata nella fase finale della glaciazione würmiana, all'esterno della cerchia morenica, tramite deposizione ed accumulo del carico grossolano trasportato dai corsi d'acqua alimentati dalle acque di fusione dei ghiacciai.
Proprio in funzione della granulometria dei sedimenti, nonché dell'idrologia superficiale e profonda, vengono individuati entro il livello fondamentale della pianura tre principali ambienti che si susseguono da nord verso sud; l'alta pianura ghiaiosa, la media pianura idromorfa - o zona delle risorgive - e la bassa pianura sabbiosa.
Casaloldo in particolare rientra nella bassa pianura sabbiosa, la quale ha un'estensione maggiore dell'alta e della media
pianura, si sviluppa a sud di quest'ultima ed è quasi interamente compresa tra i corsi d'acqua dell'Oglio a occidente, del Mincio ad oriente e del Po a sud.
Il territorio della bassa pianura è solcato in senso nord-sud da un fitto reticolo di incisioni, talora occupate da piccoli corsi d'acqua o canali, formatisi per organizzazione delle acque sparse dei fontanili: è il caso dei due piccoli torrenti che attraversano Casaloldo, Tartaro e Fuga. La bassa pianura è costituita da sedimenti a composizione limoso-sabbiosa ed ha una pendenza media inferiore allo 0,1%..
Dal punto di vista del pedopaesaggio, i suoli della bassa pianura sabbiosa sono fertili, ben drenati o con fenomeni di idromorfia di lieve o moderata entità, equilibrati nelle proprietà chimico-fisiche. Essi hanno perlopiù tessitura media o moderatamente fine, con falda raramente riscontrata entro il primo metro di profondità. Hanno inoltre reazione neutra o più alcalina ed elevata saturazione in basi.
Per quanto riguarda il rischio sismico, Casaloldo è posto in una zona classificata a sismicità molto bassa - Zona 4 -, malgrado la vicinanza al Lago di Garda, area classificata a medio rischio - Zona 2 - dopo il terremoto del 24 novembre 2004.

#### Idrografia e idrogeologia

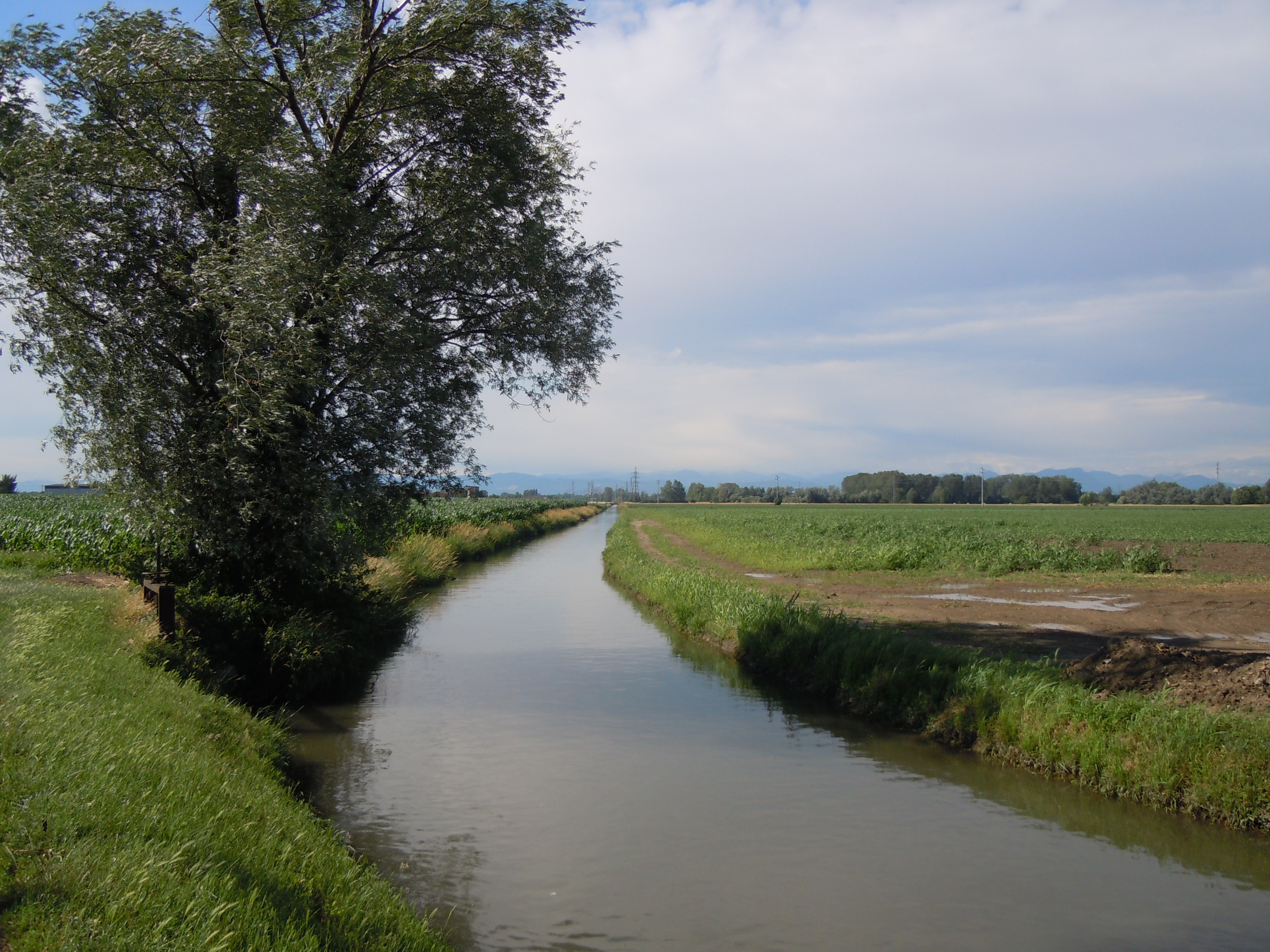
Il torrente Fuga nei pressi di Casaloldo

Casaloldo si trova nella parte settentrionale della bassa pianura mantovana, nella zona in cui le acque di risorgiva, provenienti dall'adiacente media pianura idromorfa, si organizzano in un reticolo fluviale a meandri, il quale diviene sempre più inciso nei terreni circostanti man mano che ci si avvicina alla piana di divagazione del Po.
Il territorio comunale è così percorso da due corsi d'acqua minori: il Tartaro-Fabrezza, che passa proprio in centro, di fronte al castello, di cui un tempo alimentava il fossato, per poi piegare verso la località Molinello, e il Fuga, che lambisce l'abitato ad ovest.
Poiché entrambi i torrenti al termine del loro corso si gettano nel fiume Oglio, si può affermare che Casaloldo rientra nel bacino idrografico dell'Oglio.
Attraversa brevemente il territorio, nella zona nord-est, anche il corso del Corgolo, che, nato nei pressi della località Berenzi di Castel Goffredo, poi prosegue verso San Martino Gusnago e Piubega.
Numerosi e fondamentali per l'economia del paese sono anche i vari fossi e i canali artificiali, destinati all'irrigazione dei campi coltivati.
Oggi il territorio del comune fa parte del Consorzio di Bonifica Alta e Media Pianura Mantovana.
Riguardo all'idrogeologia, nel Mantovano la diffusione di sedimenti di diversa natura e di diversa permeabilità
comporta differenti tipi di circolazione idrica nel sottosuolo. L'alta permeabilità dei terreni nell'area centro-settentrionale, come quello di Casaloldo, e l'abbondanza di flussi idrici, determinano la presenza di una considerevole circolazione idrica sotterranea.
Il sottosuolo della provincia di Mantova è caratterizzato dalla presenza di un acquifero complesso, multistrato, rappresentabile schematicamente in due falde principali: la prima, freatica, semiconfinata - nella parte settentrionale della provincia -, è quella che riguarda anche Casaloldo.
In questo caso l'acquifero viene alimentato da un consistente flusso sotterraneo proveniente dai settori centro-settentrionali del territorio lombardo. Nella bassa pianura, ove è situato Casaloldo, la profondità della falda dal piano di campagna è compresa tra 1 e 5 metri.

### Clima
Il clima è quello tipico dei comuni dell'alta Val Padana: l'estate è caratterizzata da caldo afoso con elevata umidità, mentre l'inverno è invece rigido e spesso nebbioso, con sporadiche nevicate durante i mesi più freddi. Il comune è classificato nella zona E.
Quanto alle precipitazioni medie annue – pioggia e neve fusa - si può osservare, in un quadro generale di bassa piovosità, che fa di Mantova la provincia più arida della Lombardia, una
maggiore piovosità nella parte nord-occidentale della provincia, in cui si trova anche Casaloldo: esso è in particolare situato nella fascia con precipitazioni dai 700 ai 750 mm l'anno, rispetto ai 600 mm del capoluogo Mantova.
| Ghedi                      | Mesi  | Mesi | Mesi | Mesi | Mesi | Mesi | Mesi | Mesi | Mesi | Mesi  | Mesi  | Mesi  | Stagioni | Stagioni | Stagioni | Stagioni | Anno |
| Ghedi                      | Gen   | Feb  | Mar  | Apr  | Mag  | Giu  | Lug  | Ago  | Set  | Ott   | Nov   | Dic   | Inv      | Pri      | Est      | Aut      | Anno |
| -------------------------- | ----- | ---- | ---- | ---- | ---- | ---- | ---- | ---- | ---- | ----- | ----- | ----- | -------- | -------- | -------- | -------- | ---- |
| T. max. media (°C)         | 4     | 8    | 13   | 17   | 22   | 26   | 29   | 28   | 24   | 18    | 10    | 5     | 5,7      | 17,3     | 27,7     | 17,3     | 17   |
| T. min. media (°C)         | −3    | −1   | 3    | 7    | 11   | 15   | 18   | 17   | 14   | 9     | 3     | −2    | −2       | 7        | 16,7     | 8,7      | 7,6  |
| Precipitazioni (mm)        | 60    | 54   | 64   | 69   | 92   | 75   | 73   | 85   | 62   | 84    | 79    | 54    | 168      | 225      | 233      | 225      | 851  |
| Giorni di pioggia          | 6     | 6    | 8    | 9    | 10   | 9    | 6    | 8    | 6    | 7     | 8     | 6     | 18       | 27       | 23       | 21       | 89   |
| Umidità relativa media (%) | 86    | 81   | 75   | 76   | 73   | 71   | 72   | 72   | 75   | 79    | 85    | 86    | 84,3     | 74,7     | 71,7     | 79,7     | 77,6 |
| Vento (direzione-m/s)      | WNW 5 | W 5  | W 5  | W 5  | W 5  | W 5  | W 5  | W 5  | W 5  | WNW 5 | WNW 5 | WNN 5 | 5        | 5        | 5        | 5        | 5    |

## Origini del nome
Composto di Casale e di alto che dovrebbe significare "complesso di case in posizione elevata". L'assonanza –oldo è dovuta al gergo bresciano. Se l'origine del nome è chiara, meno assodato è il suo significato: alcuni pensano a “complesso di case piuttosto modesto ma in posizione elevata”; altri intendono “alto” nel senso di “situato a nord rispetto ad Asola”.
Il paese ha dato il nome alla famiglia dei Casalodi o Casaloldi, conti rurali molto potenti nei secoli XII e XIII.
Il nomignolo scherzoso "gabanotti", applicato agli abitanti, deriva da "gabanot", una giacca di modesta qualità usata un tempo dagli uomini.

## Storia

### Simboli
Lo stemma del comune di Casaloldo è costituito da una torre — che verosimilmente richiama la torre Casalodi, uno dei simboli architettonici del paese — incorniciata da un ovale riportante la scritta scritta latina Casalis Alti Comunitas, "Comunità di Casaloldo".
Lo stemma solitamente attribuito alla famiglia Casalodi (troncato: nel primo di rosso, al leone rampante d'argento; nel secondo scaccato d'argento e di rosso) non compare nello stemma o nel gonfalone del comune di Casaloldo, né si trovano tracce di tale emblema in quello del comune in epoche successive al dominio dei conti.
Esso compare invece molto simile nello stemma e nel gonfalone della vicina Asola, nel Medioevo pure essa soggetta a vari rami dei conti Ugoni-Longhi. Secondo alcuni autori una variante dello stesso simbolo dei conti rurali — il leone rampante nero o blu in campo bianco — sarebbe stata assunta dalla città di Brescia alla metà del XIII secolo, dopo una lunga lotta per il predominio nella Bassa Bresciana orientale proprio contro il casato degli Ugonidi. È dunque probabile che l'arma dei conti Ugonidi o di una loro ramificazione sia rimasta nella simbologia di Asola e forse addirittura in quella di Brescia, mentre invece in quella di Casaloldo essa sembra essere scomparsa.
Il gonfalone in uso è costituito da un drappo partito di bianco e di rosso.
Simboli del paese sono anche la chiesa parrocchiale, in particolare il campanile, e la torre Casalodi.

## Monumenti e luoghi d'interesse

### Architetture religiose

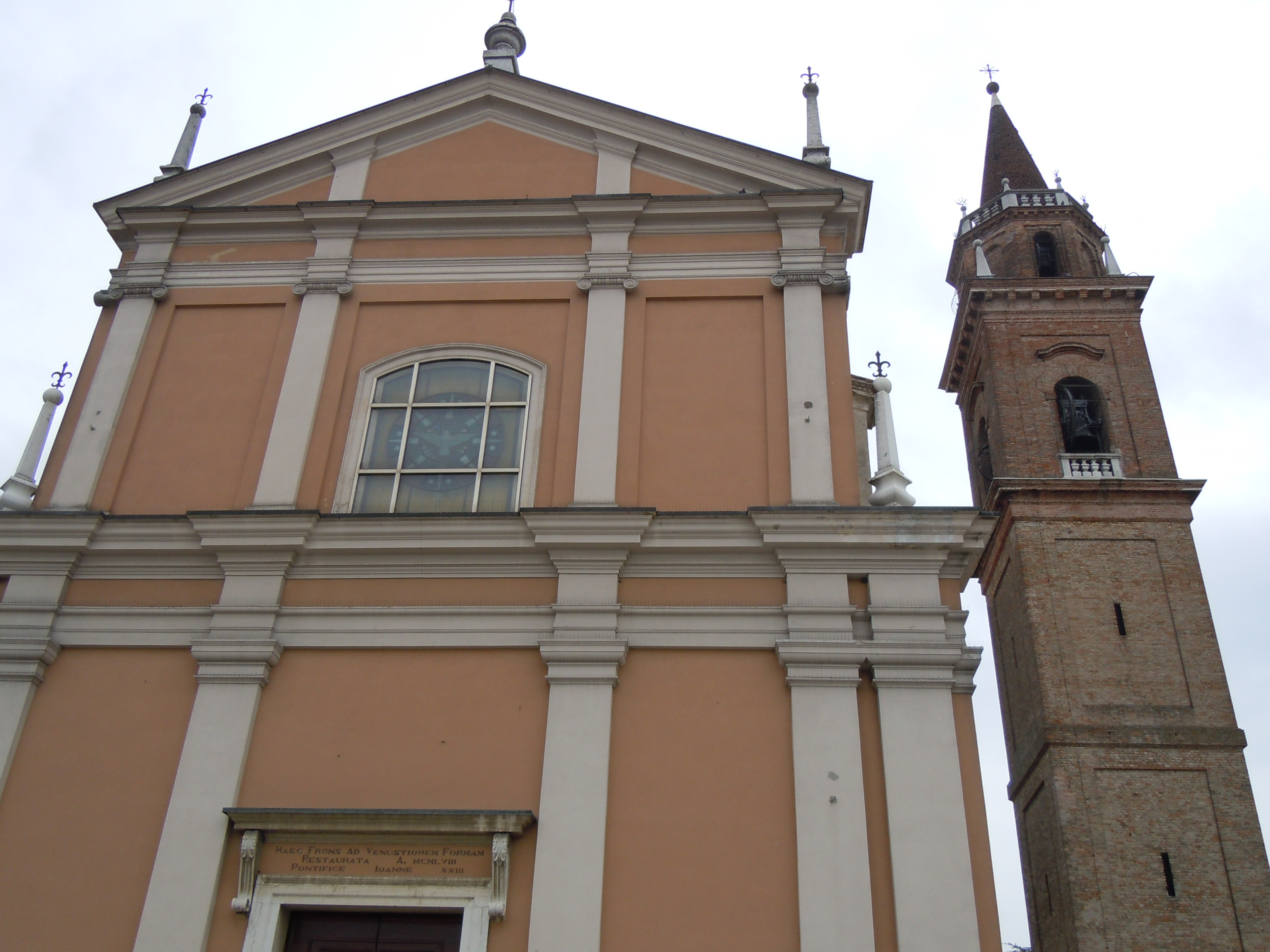
Facciata Chiesa B.V. Assunta

- Chiesa della Beata Vergine Maria Assunta e di Sant'Emiliano, dedicata alla Beata Vergine Maria Assunta e a sant'Emiliano, fu costruita fra il 1714 e il 1739 su progetto attribuito a Giovan Maria Borsotto e consacrata nel 1774. Ad essa si accompagna, sul lato destro, il maestoso campanile, unico forse nel suo genere per eleganza, completezza ed altezza in tutto l'Alto Mantovano, e simbolo di Casaloldo. Si presenta con una planimetria ad aula unica, movimentata dall'apertura di cinque cappelle laterali, e con una facciata di misurata essenzialità. L'interno, sobrio e luminoso, è a navata unica con volta a botte e con lunette ai lucernai; le cappelle sono ricavate dagli sviluppi laterali, l'ampio presbiterio è rialzato e chiuso da una profonda abside semicircolare. Il suo titolo ricorda due chiese preesistenti: Santa Maria Assunta e Sant'Emiliano, andate distrutte, di cui alcune parti furono incorporate nell'attuale edificio, quali la cappella del Rosario, alcuni altari dell'intagliatore trentino Andrea del Pozzo, pile dell'acqua santa, alcuni quadri. Nell'interno si possono ammirare quadri di scuola bresciana, un crocifisso del XV secolo, confessionali del XVIII secolo, splendidi armadi settecenteschi nella sagrestia. Da notare inoltre l'altare maggiore, in marmo bianco e verde risalente al 1781, l'organo del XVIII secolo rimaneggiato alla fine del XIX secolo, due tele di Antonio Paglia di inizio Settecento, l'altare della "Presentazione al tempio", con pala di Luigi Sigurtà, la pala dell'altare maggiore cinquecentesca di scuola veneta, i preziosi paliotti marmorei degli ultimi quattro altari laterali, il quadro della battaglia di Casaloldo, due statue lignee attribuite alla bottega Zamara. Il tempio è stato sottoposto ad importanti lavori di consolidamento strutturale e restauro interno negli anni 2009-2011[40].

- Casa parrocchiale o canonica. La prima testimonianza di una casa canonica a Casaloldo risale al 1580: di essa sappiamo solo che sorgeva al di là della strada rispetto alla chiesa[41]. Oggi sorge su piazza Giacomo Matteotti, dove prospetta anche la chiesa parrocchiale. L'abitazione del parroco è al piano superiore; sul retro è un portico con finestre ogivali. Negli anni novanta è stata sottoposta a interventi di risanamento globale: deumidificazione radicale, risanamento dei muri, rifacimento dell'impiantistica, della pavimentazione, degli infissi. Ad opera compiuta, la parrocchia risulta dotata di un immobile che può prestarsi a diverse destinazioni[42].
- Oratorio parrocchiale, costruito negli anni ottanta del XX secolo per iniziativa di don Angelo Aroldi, ha l'ingresso sul piazzale posto sul fianco destro della chiesa parrocchiale, ed è dedicato a san Giuseppe.[43] Nonostante si tratti di un edificio pressoché nuovo, negli anni Novanta, in seguito a precoci segni di logoramento, l'oratorio è stato interessato da interventi di manutenzione abbastanza radicali, a una delle pareti esterne, al tetto — a causa di infiltrazioni d'acqua —, agli impianti, agli infissi.[44] Attualmente[quando?] è impiegato per il catechismo parrocchiale, per incontri formativi, per attività ricreative rivolte soprattutto ai bambini.

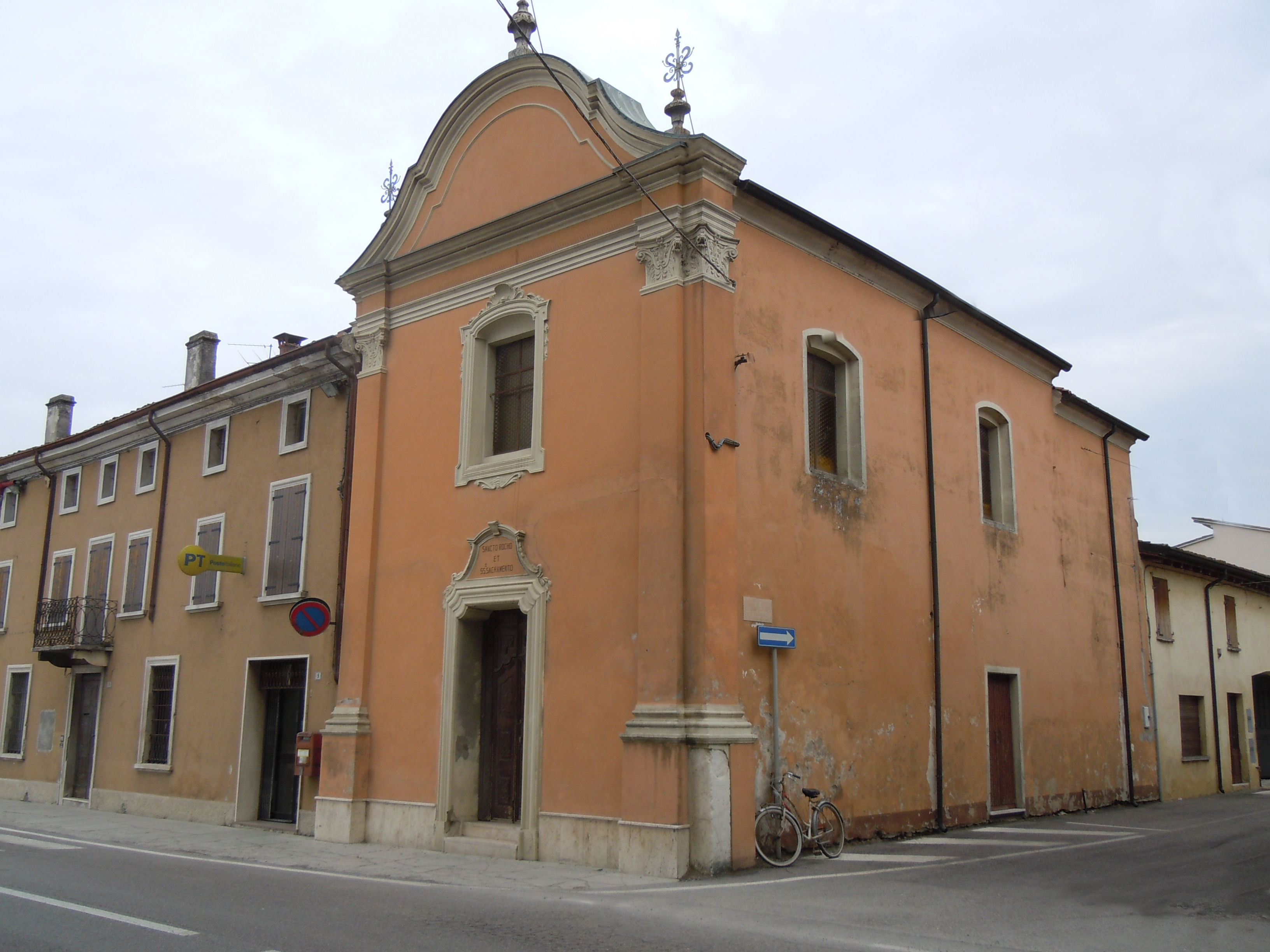
Chiesa di San Rocco

- Chiesa di San Rocco e del Santissimo Sacramento (detta dei Disciplini), situata in piazza Giacomo Matteotti, sull'angolo con via Trieste. Sorge al limite dei fabbricati che formano corpo unico con via Dante Alighieri e via Trieste, un tempo “contrada del pozzo”.

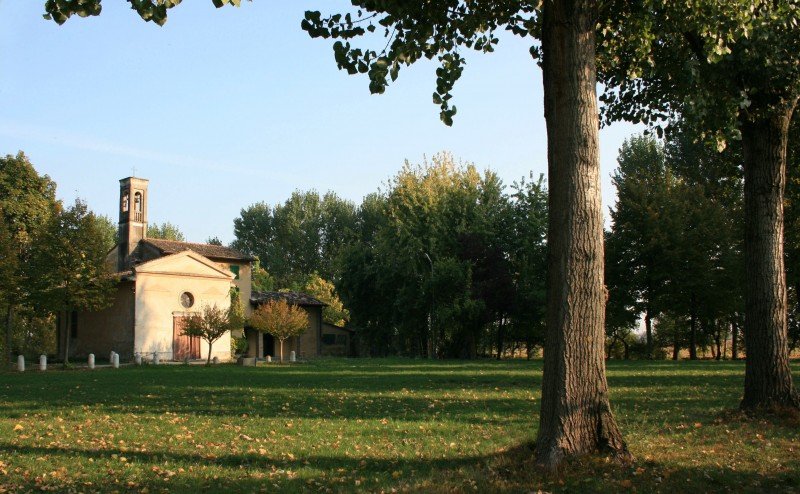
Casaloldo, Oratorio di San Vito

- Oratorio dei Santi Vito, Modesto, Crescenzia (detto della Madonna di S. Vito), si trova in mezzo ai campi della frazione San Vito di Casaloldo, al confine con il territorio di Asola; è di proprietà di quella parrocchia, anche se attualmente è officiato dal parroco di Casaloldo.[45] La facciata, sovrastata dal timpano, è abbellita da un portale in marmo e da un rosone. Sul fianco l'elegante campanile con monofore. La chiesa, sino al XVII secolo, faceva parte della parrocchia di Castel Goffredo, per passare in seguito sotto quella di Casaloldo[46].

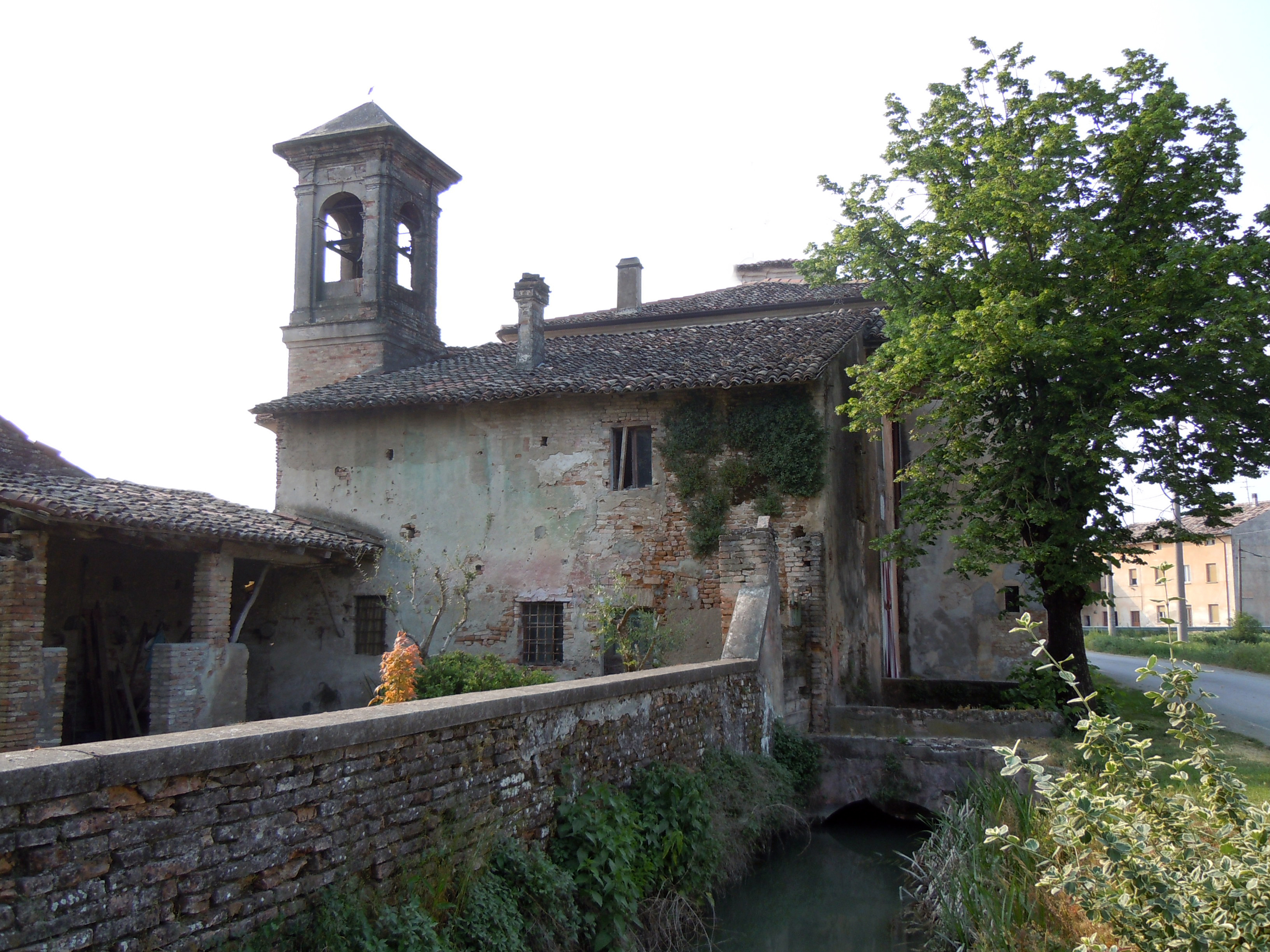
Chiesa di Corte Molinello, appartenuta alle Vergini di Gesù di Castiglione delle Stiviere

- Chiesa di San Luigi Gonzaga, si trova in località Molinello, entro un podere con corte appartenuto al Collegio delle Vergini di Gesù di Castiglione delle Stiviere. Fu eretta nel XVII secolo in onore del santo dalle nipoti Cinzia, Olimpia, Gridonia, fondatrici del medesimo istituto religioso. La chiesa fa parte di un complesso di edifici comprendente il palazzo ex convento, del XVII secolo[49].

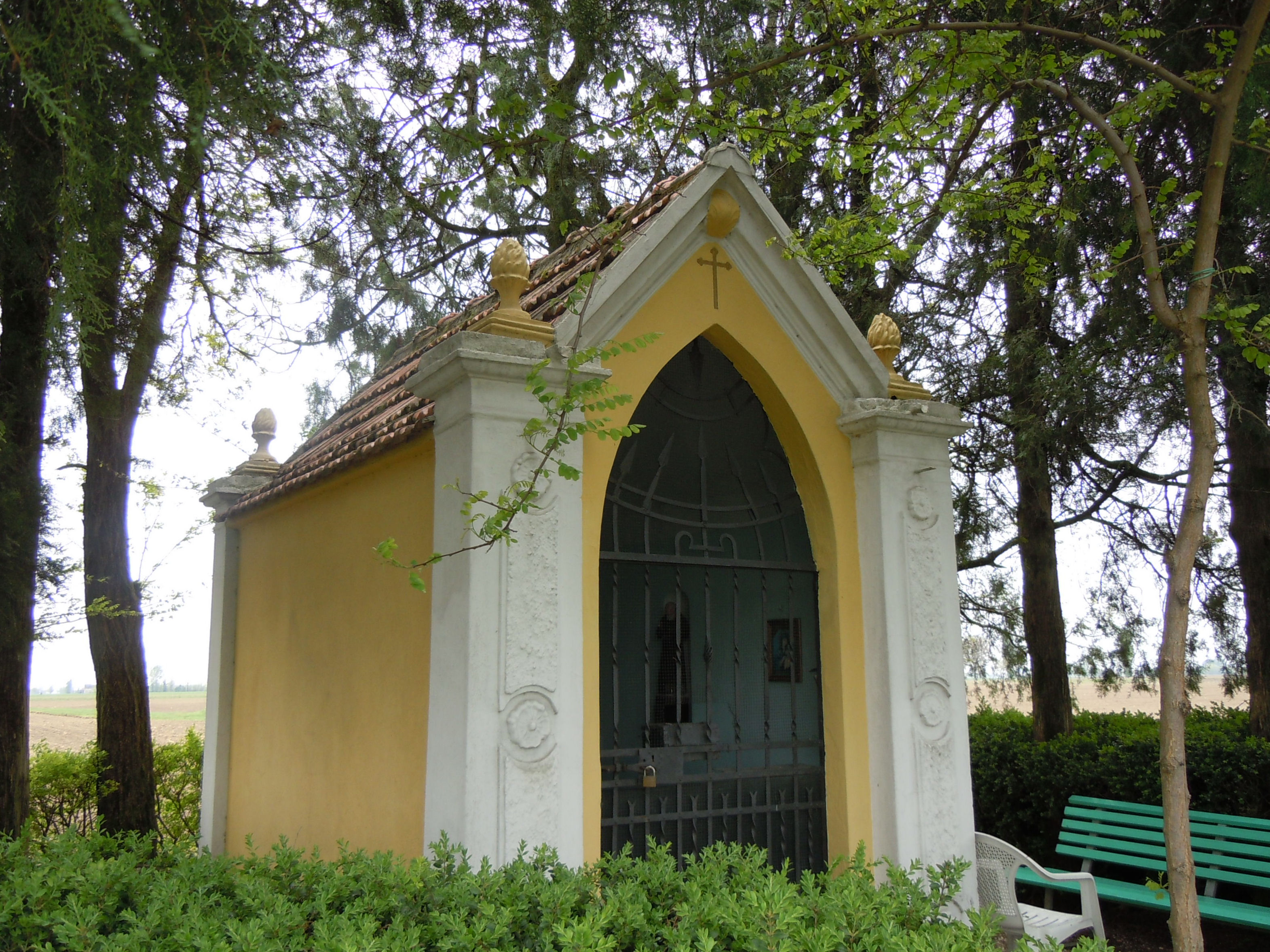
Casaloldo, cappella del Crocione

- Cappella dei morti del Crocione, situata in via Risorgimento in direzione sud, su una strada campestre che corre parallela al vaso Tartaro-Fabrezza, accanto ad un rialzo del terreno. Sotto tale rialzo sono sepolte in una fossa comune le centinaia di vittime della peste portata ai primi del Seicento dai lanzichenecchi, mercenari al seguito degli eserciti scesi nel Mantovano.[45]
- Cimitero, si trova al termine di via don V. Mariotti, strada di campagna che congiunge il paese con Castelnuovo e dedicata al parroco che resse la parrocchia di Casaloldo dal 1910 al 1936. Essa è detta tuttavia anche ” viale del Cimitero”: si tratta infatti del viale alberato più suggestivo del paese, degno scenario per l'ultimo viaggio dei casaloldesi e per coloro che si recano a far visita ai propri cari[50]. L'attuale cimitero sorge nell'area dove nell'XI secolo fu eretta una chiesa dedicata a sant'Emiliano; questa aveva forse accanto un ospizio per pellegrini, intitolato a S
san Gottardo, e fu la prima chiesa parrocchiale di Casaloldo. In essa fu tra l'altro firmato l'atto di nascita di Castelnuovo di Asola. Era corredata da alcuni quadri, affreschi e vestigia di valore, che andarono dispersi con la sua distruzione avvenuta tra la prima e la seconda guerra mondiale per allargare proprio il cimitero. Lo testimonia anche l'iscrizione posta sulla grande lapide dell'architrave del corpo centrale, dedicata in epoca fascista ai caduti della Grande Guerra.[51] Con il trasferimento della sede parrocchiale nel centro abitato di Casaloldo, e la conseguente perdita di importanza della chiesa di S. Emiliano, che venne progressivamente abbandonata, l'area attigua fu adibita forse all'inizio dell'Ottocento a camposanto — in ossequio alle nuove norme che imponevano di seppellire i morti lontano dagli abitati —, in sostituzione del precedente cimitero che, cinto da muro, doveva sorgere accanto alla chiesa di S. Maria Assunta, in paese.[52] Dopo l'ampliamento di epoca fascista, l'attuale cimitero fu allargato nuovamente dopo la seconda guerra mondiale, con l'aggiunta di un corpo di fabbrica sul retro della vecchia struttura e con la costruzione di una piccola cappella. In essa sono riunite le salme sparse per il cimitero degli ultimi parroci di Casaloldo: don Cauzzi (+1896), don Barbera (+1910), don Mariotti (+1936) e don Angelo Aroldi (+1988); manca solo don Cavazzoli (+1964), che tornò nella sua Gonzaga.[10] Appena varcato l'ingresso principale, sulla sinistra, sono collocate alcune tombe monumentali: particolarmente solenni quella della famiglia Fario, ancora proprietaria della elegante corte San Girolamo, detta “Villa Fario”, e quella di membri della "Società Operaia di Mutuo Soccorso". Un nuovo ampliamento e la sistemazione del parcheggio sono stati realizzati all'inizio dell'attuale secolo[53].

### Architetture civili

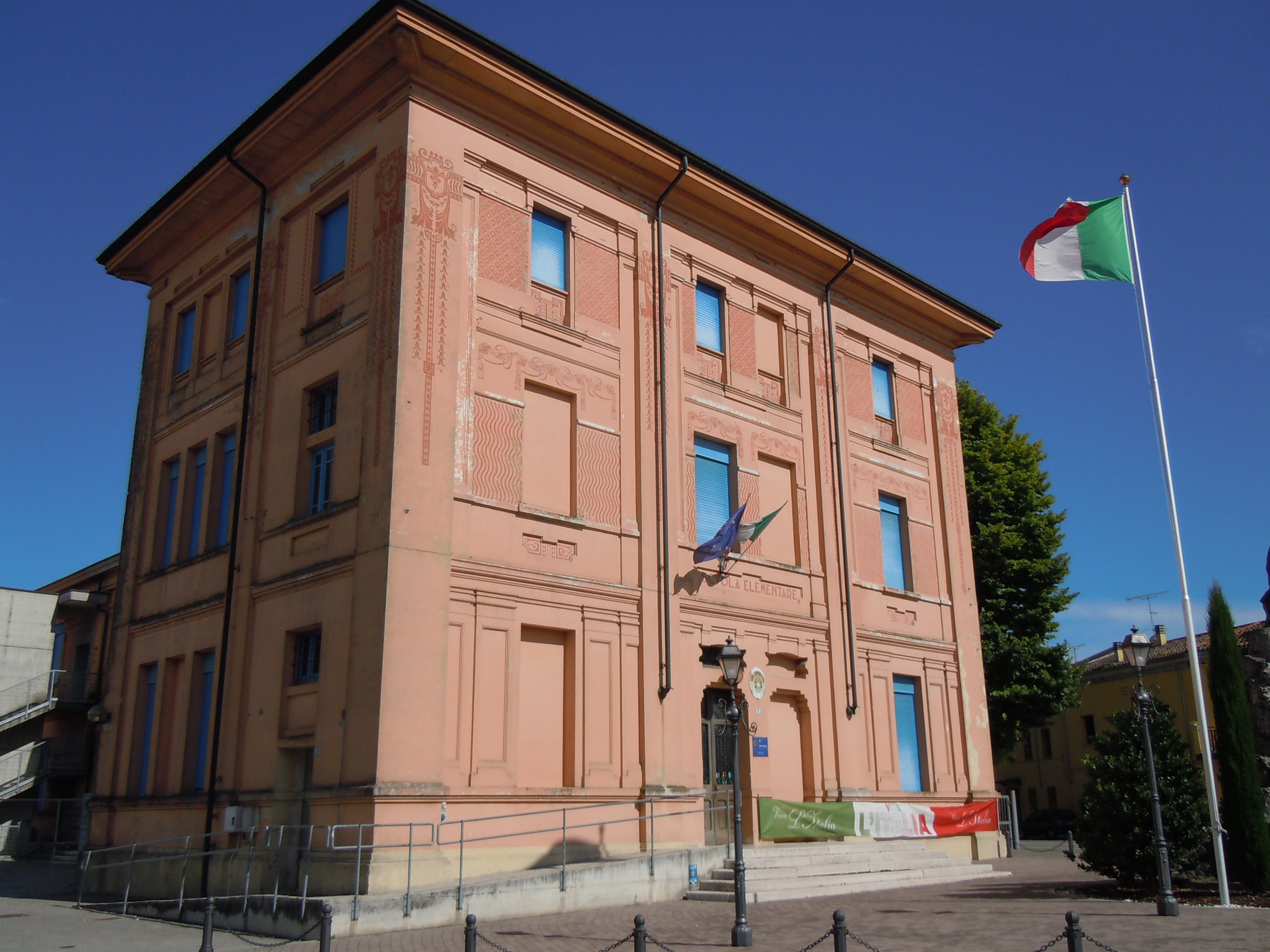
Le scuole

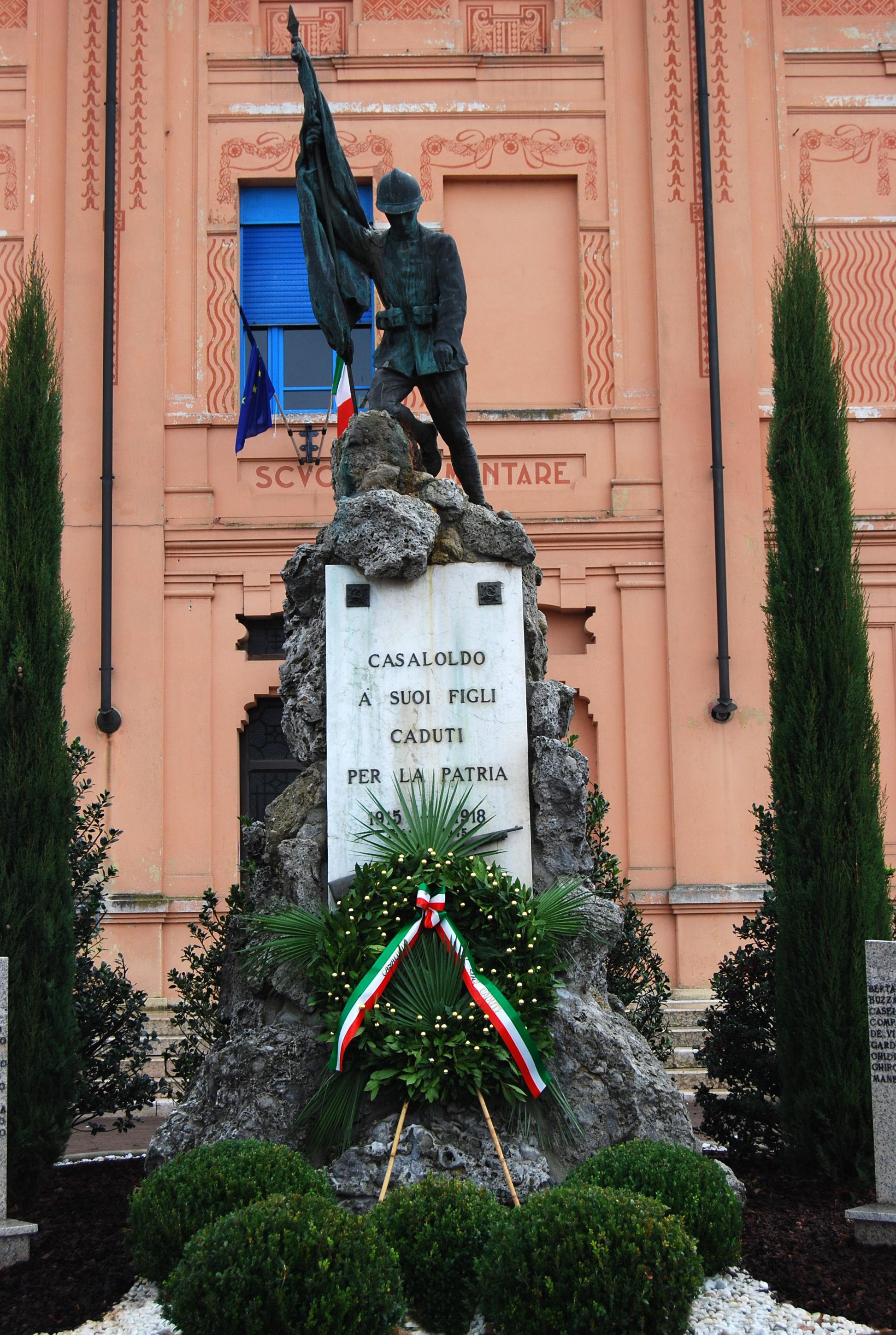
Monumento ai Caduti

- Edificio scolastico, il complesso che ospita oggi la scuola primaria o elementare si trova alla convergenza di via Libertà, arteria principale del paese in direzione Mantova, con via Monte Grappa, che collega Casaloldo con il comune di Ceresara. È intitolato al poeta Dante Alighieri, che con il paese ha un legame particolare, in quanto ha citato i conti di Casaloldo nella Divina Commedia.[54] L'edificio attuale, eretto nei primi anni trenta del XX secolo, è il primo stralcio di un complesso che doveva essere doppio di quello esistente. Infatti originariamente doveva ospitare un'affluenza di circa 200 alunni, comprendendo, oltre alle scuole elementari, la materna e le scuole professionali. In seguito la mancanza di fondi e lo scoppio della seconda guerra mondiale scoraggiarono la completa realizzazione del progetto iniziale. Negli anni settanta l'incremento demografico ha determinato però l'esigenza di un ampliamento dell'edificio e di costruzione di altre strutture come la palestra polisportiva e la scuola materna indipendente, edifici più consoni al fabbisogno pubblico[55]. Oggi l'edificio delle scuole elementari si presenta come il risultato di una serie di ampliamenti e interventi minori, che si sono susseguiti nel corso del XX secolo. Nel 1909 l'amministrazione comunale conferì all'ingegner Bodoni l'incarico per la realizzazione del plesso scolastico. Lo stesso nel 1910 predispose il progetto delle scuole elementari e identificò l'area nella quale esso doveva sorgere in una parte del locale beneficio parrocchiale, posta all'inizio dell'abitato tra la biforcazione della strada provinciale per Mantova e di quella per Ceresara. Il progetto del 1910 tuttavia non venne mai realizzato[56]. Nel 1915 l'ingegner Morotti portò a termine un secondo progetto per la realizzazione del complesso scolastico. Il piano terra doveva essere totalmente dedicato alle aule dell'asilo, ai servizi e alle palestre, mentre al primo piano si trovavano le aule per le elementari. Il secondo piano doveva essere invece adibito alle abitazioni dei custodi. La struttura progettata nel 1915 era molto più estesa di quella che poi venne realizzata, e presentava una chiara simmetria. I lavori per la costruzione delle scuole iniziarono negli anni venti e a causa di difficoltà finanziarie vennero terminati in due lotti distinti. Monumento ai Caduti Nel 1928 era stata realizzata solo la parte di edificio più alta a tre piani, e una piccola parte del corpo centrale più basso[57]. Sempre nel 1928 venne incaricato il geometra Tessaroli a succedere al defunto ingegner Morotti per il completamento di un terzo lotto del complesso scolastico mediante l'aggiunta di ulteriori due aule al corpo centrale. L'esecuzione delle opere ebbe luogo nel 1932 e, visto l'utilizzo del progetto originario, la costruzione esteticamente risultò del tutto identica rispetto alla prima parte. Con l'intervento del 1932 vennero inoltre compiute le decorazioni di facciata mediante intonaco a sgraffito[58]. La realizzazione della terza campata, anch'essa riportante le stesse caratteristiche estetiche delle prime due, venne terminata nel 1971 e portò all'incremento di nuove aule[59].
- Monumento ai caduti, si trova davanti dell'edificio scolastico, in uno spazio semicircolare recentemente rinnovato — nel primo decennio del secolo — insieme all'intera viabilità dell'incrocio tra la strada Mantova-Asola e la Casaloldo-Ceresara. L'epigrafe recita: Casaloldo / ai suoi figli / caduti / per la Patria / 1915-1918[60].

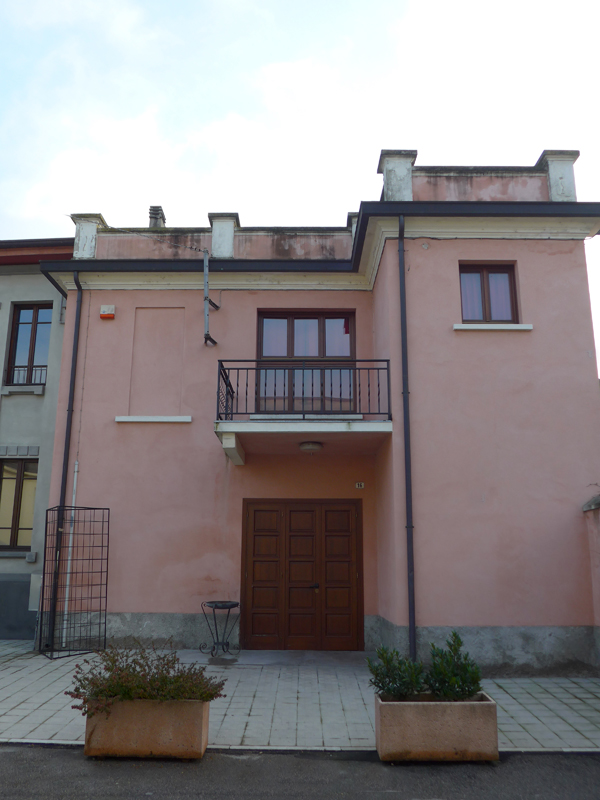
Casaloldo, il teatro.

- Teatro S.O.M.S., il teatro della Società Operaia di Mutuo Soccorso è una costruzione sfruttata fino agli anni sessanta del secolo scorso, passata in un certo momento dalla proprietà della Società al patrimonio comunale, come testimonia l'atto di trasferimento della proprietà dell'immobile dalla S.O.M.S. al comune: l'operazione avvenne fra il 1984 e il 1986, dopo un lungo periodo di inattività dell'organismo[61]. Il teatro si trova in via Roma, nell'area del vecchio castello di Casaloldo, non lontano dalla torre Casalodi, ed è attorniato da un lato dalla ex “casa del fascio” e dall'altro dall'edificio del municipio casaloldese, cui è collegato. Nei primi anni dell'attuale secolo, l'amministrazione del comune ne ha deciso il completo restauro e recupero[10]. Presenta all'interno decorazioni ed affreschi tipici del periodo fascista, che durante l'ultimo restauro sono stati completamente recuperati[62]. Nel 1864 l'amministrazione comunale di Casaloldo concesse il proprio patrocinio e un sussidio di 100 lire a un gruppo di attori dilettanti del posto, che aveva avanzato tale richiesta, al fine di poter completare il piccolo teatro che essi stavano allora erigendo. Non vi sono documenti attestanti la coincidenza di quel piccolo teatro con l'edificio oggi esistente, né è stato ancora possibile ritrovare l'archivio della S.O.M.S., tuttavia fonti orali narrano che lo stesso gruppo filodrammatico che aveva voluto erigere il teatro, dopo qualche tempo di gestione del medesimo, si trasformò nel nucleo fondatore della locale Società di Mutuo Soccorso, trasferendo nel patrimonio di questa il proprio edificio teatrale[63]. La Società era nata nel 1881 sotto la presidenza di Alceo Pastore, della famiglia di ricchi imprenditori e politici di San Martino Gusnago e Castiglione delle Stiviere. C'era voglia di cultura e, tra l'altro, si facevano letture collettive di romanzi[10][64]. Secondo altre fonti invece il teatro odierno sarebbe stato costruito — ma forse solo restaurato — nel 1920-1921 dalla Società Operaia. Questa aveva deliberato già nel 1908 di edificare un teatro, ma quando vi riuscì, dopo la prima guerra mondiale, arrivò il fascismo che cancellò la S.O.M.S. e trasformò il teatro in granaio[10]. Adeguatamente gestito il teatro S.O.M.S. dopo la guerra è giunto in efficienza sin verso gli anni settanta del secolo scorso e per un certo periodo fu adattato a sala cinematografica; normalmente vi si tenevano commedie e recite scolastiche, nonché alcune feste di ballo, come quelle del veglione dei Tridui dei morti[65].

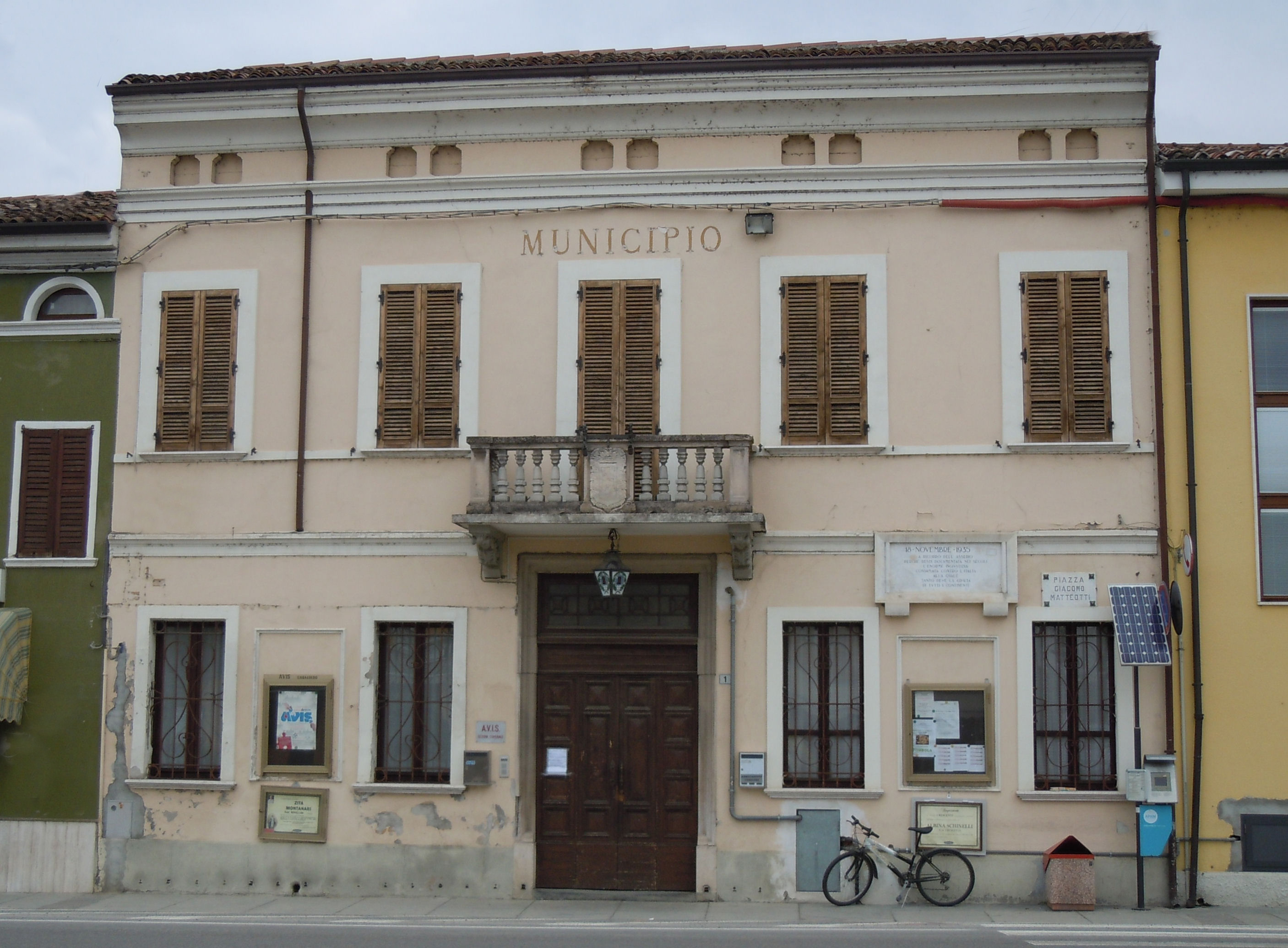
Il Municipio vecchio

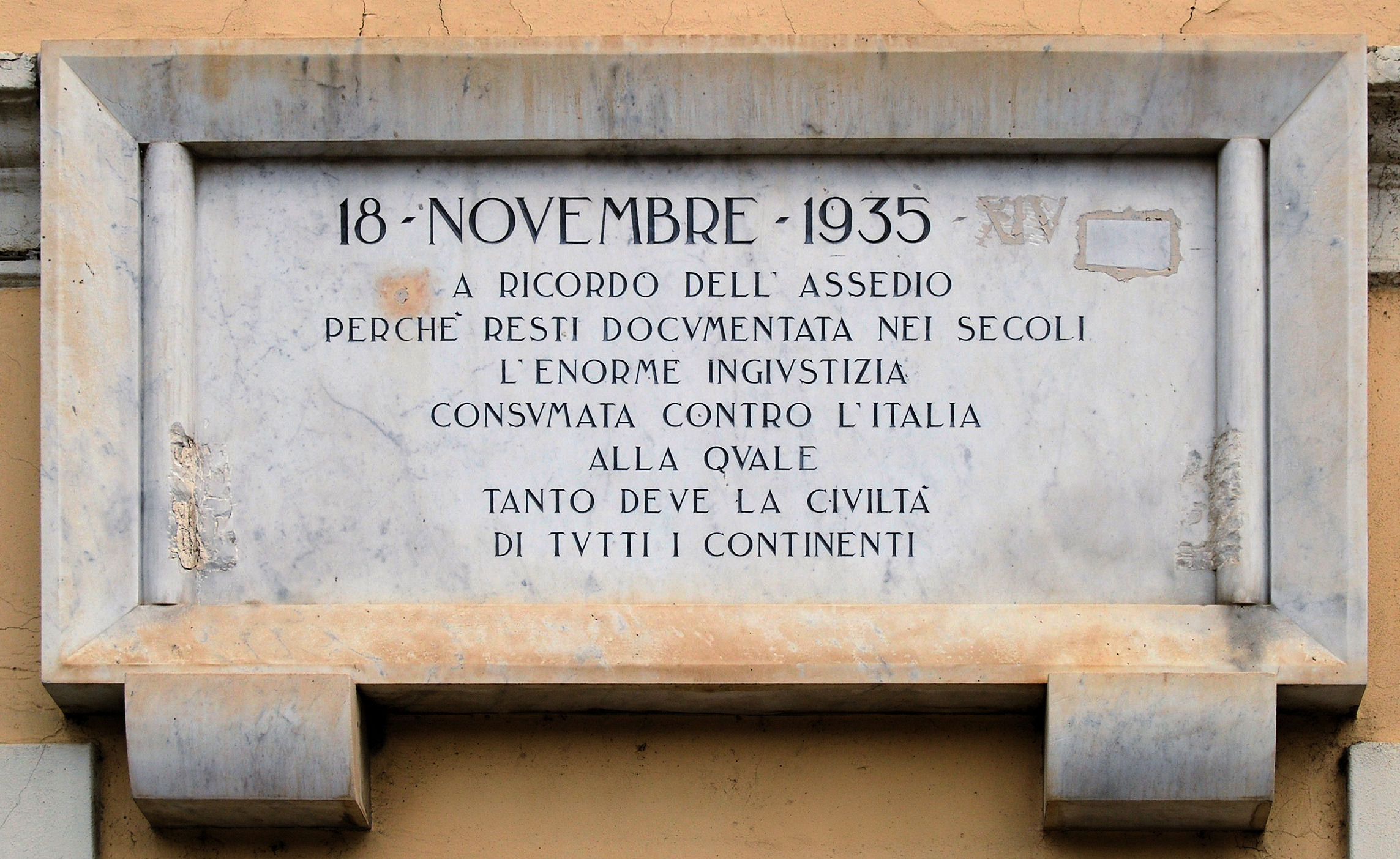
Lapide commemorativa dell'assedio posta sul Municipio vecchio

- Municipio vecchio, situato in piazza Giacomo Matteotti, la principale del comune[66]. Nell'Ottocento, sulla facciata, fra le finestre del primo piano e il sottotetto, vi erano dei fregi decorativi a forma di conchiglia; non era presente l'attuale balcone — ove ora è infisso lo stemma in muratura del comune —, mentre il portone d'ingresso era ad arco e più ampio di quello odierno, che è invece architravato. Tali modifiche risalgono probabilmente agli ultimi anni del XIX secolo[67]. Nel 1935 sulla facciata è stata collocata una lapide “a ricordo dell'assedio” subito dall'Italia e consistente in varie condanne ed embarghi comminati dalle potenze europee a motivo della guerra d'Etiopia[68].Lapide commemorativa dell'assedio posta sul Municipio vecchio Nel 1874 il comune di Casaloldo commissionò un progetto per la realizzazione di nuovi locali delle scuole elementari femminili e dell'asilo infantile, con unita l'abitazione della maestra, da eseguirsi nel municipio di Casaloldo dell'attuale piazza Matteotti. Si tratta di edifici ricavati nella parte posteriore del vecchio fabbricato comunale, dove fino al 2011 si trovava l'asilo nido ed un tempo la biblioteca[69]. L'edificio ha ospitato gli uffici del comune di Casaloldo fino ai primi anni dell'attuale secolo, quando il municipio è stato trasferito nel restaurato complesso di via Roma, nell'area del castello. Attualmente nel palazzo ha sede l'AVIS comunale, l'associazione di volontariato “Casalodi” e la biblioteca comunale; fino al 2011 vi trovava posto anche l'asilo nido comunale, e fino agli ultimi anni del XX secolo anche l'ambulatorio medico.

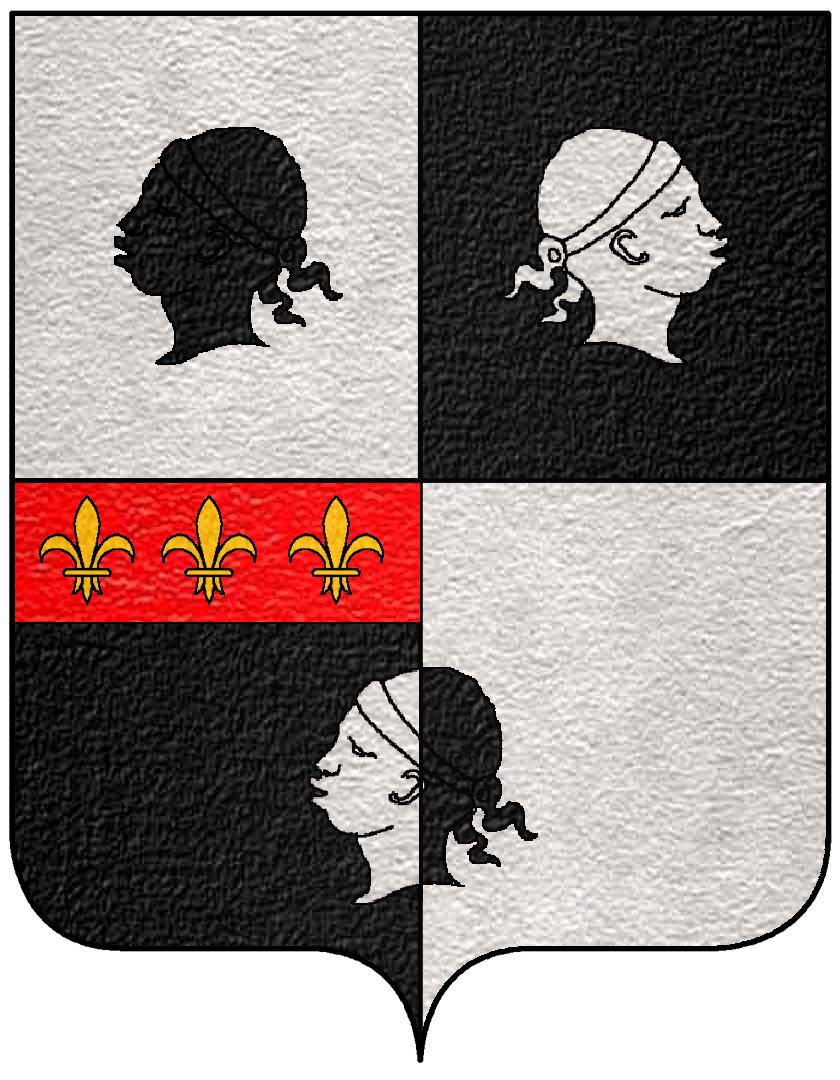
Stemma dei Beffa-Negrini

- Corte Beffa, sorge lungo via Giustizia, il tratto della strada provinciale che attraversa Casaloldo in direzione Asola. L'elegante palazzo padronale è stato ristrutturato negli anni 2004-2005, ed oggi tra l'altro ospita una trattoria e una banca[70]. Prima degli anni sessanta del secolo scorso nella corte si trovava anche un porticato con stalla di proprietà della famiglia Beffa di Asola, da cui il nome, presente come proprietaria in quel fondo almeno da due secoli. Il fabbricato, riconducibile forse a metà Ottocento, presentava una nota caratteristica delle corti padronali, ma con più raffinatezza nelle finiture. La corte fu ampliata nel 1934-1935 dal signor Gardini, subentrato al precedente proprietario. Tale struttura è stata infine demolita e riconvertita nell'abitazione civile che oggi si può vedere nel 1965-1966[71].

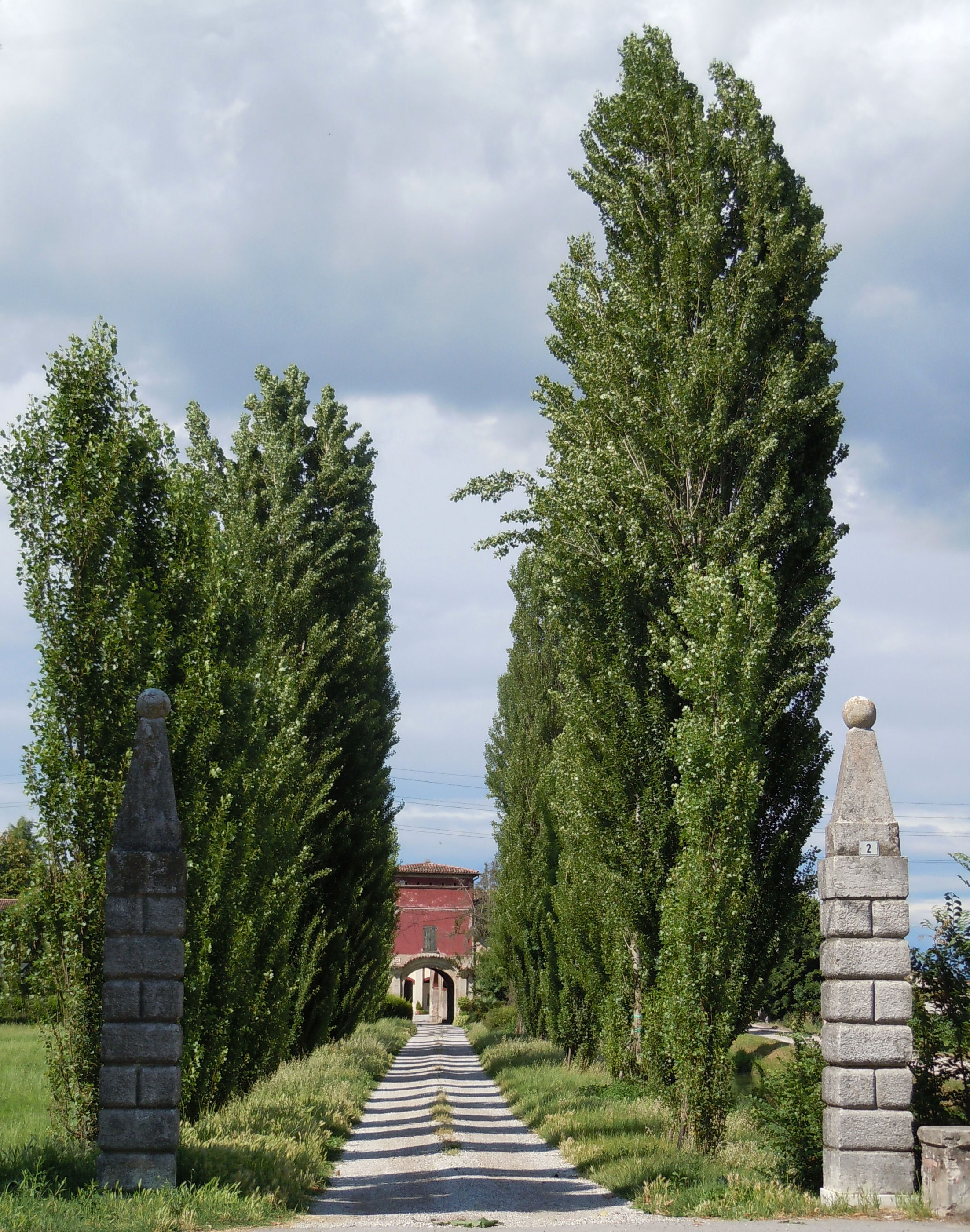
Ingresso a Corte Fario

- Corte San Girolamo o Fario, si tratta di una villa di campagna di proprietà della antica ed illustre famiglia Fario, situata poco a nord del centro abitato, lungo il corso del Tartaro-Fabrezza, al termine di un viale alberato[72]. Il corpo centrale è costituito dalla elegante residenza padronale a tre piani e con due ingressi, fiancheggiata in modo simmetrico da ali a due piani e da due conclusive torrette neo-gotiche merlate. Davanti è un giardino all'italiana, mentre sui lati che lo circondano sorgono strutture tipiche delle corti rurali padane, come residenze coloniche, portici e barchesse; l'accesso al cortile avviene tramite una porta a torretta detta “colombara”, elemento tipico delle corti di pianura cintate[73]. In generale, sul territorio comunale, in particolare nelle frazioni, e nella campagna limitrofa, sorgono numerose corti rurali antiche, con dimore padronali, “colombare”, stalle, barchesse e portici caratteristici; alcune di esse sono ristrutturate ed ancora abitate, altre lasciate in abbandono.

### Architetture militari

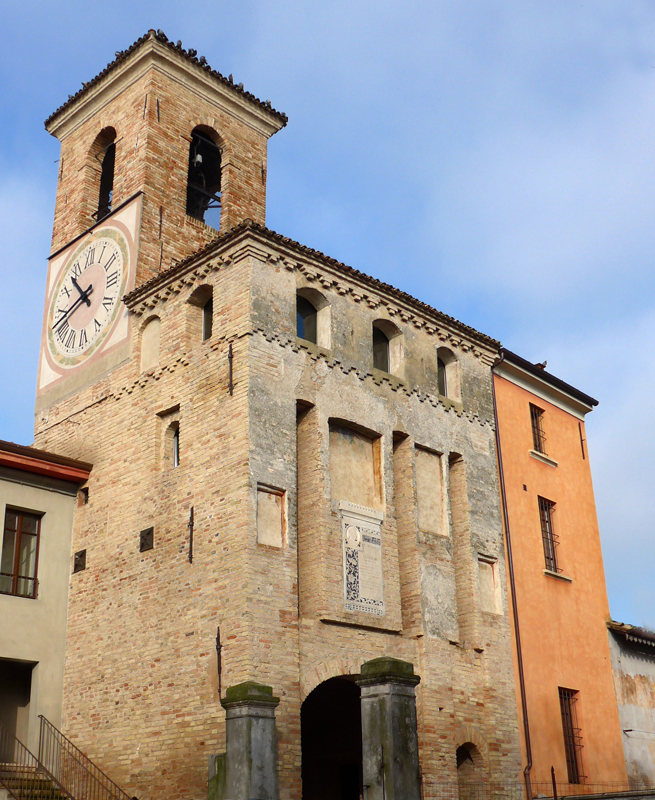
Casaloldo, Torre Casalodi

- Castello dei Casalodi, la torre civica, detta anche impropriamente torre Casalodi, era l'unica parte del complesso del castello edificata in muratura, ed è quindi naturale che oggi costituisca tutto quanto rimane della zona fortificata dopo il suo smantellamento, eseguito alla fine del XVIII secolo[74]. La torre risale al XV secolo; la facciata principale in mattoni a vista è rivolta verso via Dante Alighieri, ed oggi risulta chiusa lateralmente fra edifici di costruzione posteriore — il macello e la ex casa del Fascio —. Attraverso la torre e mediante un ponte levatoio sul fossato, ora interrato, si accedeva al recinto fortificato. La struttura della torre si compone della porta in muratura e del sovrastante campanile. Essa in epoca medievale e moderna collegava il nucleo più antico – il castello – alla parte più recente – il borgo -[75]. Nella torre sono state ricavate, nel XX secolo, alcune stanze d'abitazione. Il fabbricato mostra elementi costruttivi tipici delle torri portaie, quali i due accessi — uno carraio ed uno pedonale — prospicienti il Tartaro e il borgo, i grandi tagli nella muratura necessari allo scorrimento dei bolzoni del ponte levatoio principale e del ponticello pedonale, la struttura delle volte, poste a definizione plastica della porta. Poco conservati sono i resti di decorazione a fresco ancora presenti su alcune rientranze ricavate nella facciata[76]; sulla sommità corrono due serie di dentellature decorative in cotto, mentre sopra l'arco di accesso principale è stata collocata nel 1921 una lapide dedicata a Dante Alighieri e ai conti Casalodi[77]. Insieme ai fabbricati adiacenti del macello e dell'ex casa del Fascio, a partire dal 2010 è in fase di restauro e di recupero da parte del comune[78].

## Società
Oggi il comune è anche un centro industriale, ma conserva ancora numerose tracce di vita contadina alla quale il paese è rimasto attaccato fino a non molti decenni fa. Negli ultimi tempi nel comune è in atto una forte crescita di cittadini extracomunitari.

### Evoluzione demografica
A Casaloldo, dopo un picco raggiunto negli anni trenta con il superamento di quota 2 000 abitanti, lo spopolamento seguente la seconda guerra mondiale si è arrestato negli anni settanta; nel censimento del 1981 si registra infatti la ripresa demografica: 1878 residenti contro i 1757 del 1971, che aveva anche rappresentato il minimo storico per il XX secolo: per trovare così pochi abitanti bisogna infatti tornare a prima del 1911. Dal 1981 la popolazione è cresciuta in modo progressivo fino ai 2 174 abitanti del censimento 2001 e soprattutto ai circa 2600 attuali. Casaloldo ha dunque vissuto una notevole crescita della propria popolazione negli ultimi dieci anni (+26,6%), situandosi al primo posto nell'Alto Mantovano per incremento demografico in tale lasso di tempo.
Attualmente gli abitanti sono distribuiti in circa 700 nuclei familiari con una media per nucleo familiare di 3 componenti.
L'incremento dell'ultimo decennio è certamente dovuto agli immigrati extracomunitari, che rappresentano poco meno di 500 unità, ma non solo. La presenza di posti di lavoro ha creato un forte movimento di lavoratori in entrata e anche di nuove famiglie che si sono spostate a Casaloldo da Asola, Piubega, Castel Goffredo o altri centri vicini, attirati dai costi minori e dalla maggiore convenienza per acquisire una casa rispetto alle zone circostanti, e dalla comodità della posizione e dei collegamenti stradali.
Abitanti censiti

### Etnie e minoranze straniere
Oggi il paese, come ormai molti altri dell'Italia e specialmente della Pianura padana, è diventato un centro multietnico con una presenza significativa di cittadini stranieri.
Casaloldo in particolare è uno dei paesi della provincia di Mantova con la più forte presenza di stranieri in regola, intorno al 18% della popolazione, pari a 500 persone su 2600 residenti. Le nazionalità presenti sono ben 30, la società è dunque fortemente multietnica. Tra le comunità più rappresentate, in testa vi sono gli immigrati dal Bangladesh; seguono Macedonia del Nord, Cina, India, Nigeria, Ucraina, Ghana, Marocco e Pakistan:
1. Bangladesh: 188
2. Macedonia del Nord: 53
3. Cina: 52
4. India: 38
5. Nigeria: 26

Casaloldo è insomma un esempio concreto dell'Italia che sta cambiando: in certe zone del paese, come via Roma, si vede con forti situazioni di degrado (prima inesistenti) questo cambiamento, l'atmosfera è quasi quella tipica del Bangladesh, mentre un po' ovunque si incontrano famiglie di immigrati, che sono impiegati principalmente nelle industrie, ma anche in agricoltura. Tuttavia ogni etnia, con le sue tradizioni e i forti legami familiari, tende ad isolarsi, anche se non si registrano problemi di convivenza.

### Lingue e dialetti
Sul tutto il territorio comunale la lingua ufficiale è unicamente l'italiano. Tuttavia è largamente diffuso anche l'utilizzo del dialetto, soprattutto nella popolazione più anziana, ma anche in quella più giovane, sebbene quest'ultima faccia uso per lo più di un vernacolo sempre maggiormente contaminato dall'italiano.
Il dialetto alto mantovano parlato a Casaloldo è in sostanza una variante di dialetto bresciano, molto simile in particolare a quello parlato nella Bassa Bresciana e nell'area gardesana, con influenze provenienti dal dialetto mantovano, data la relativa vicinanza con Mantova.

### Religione

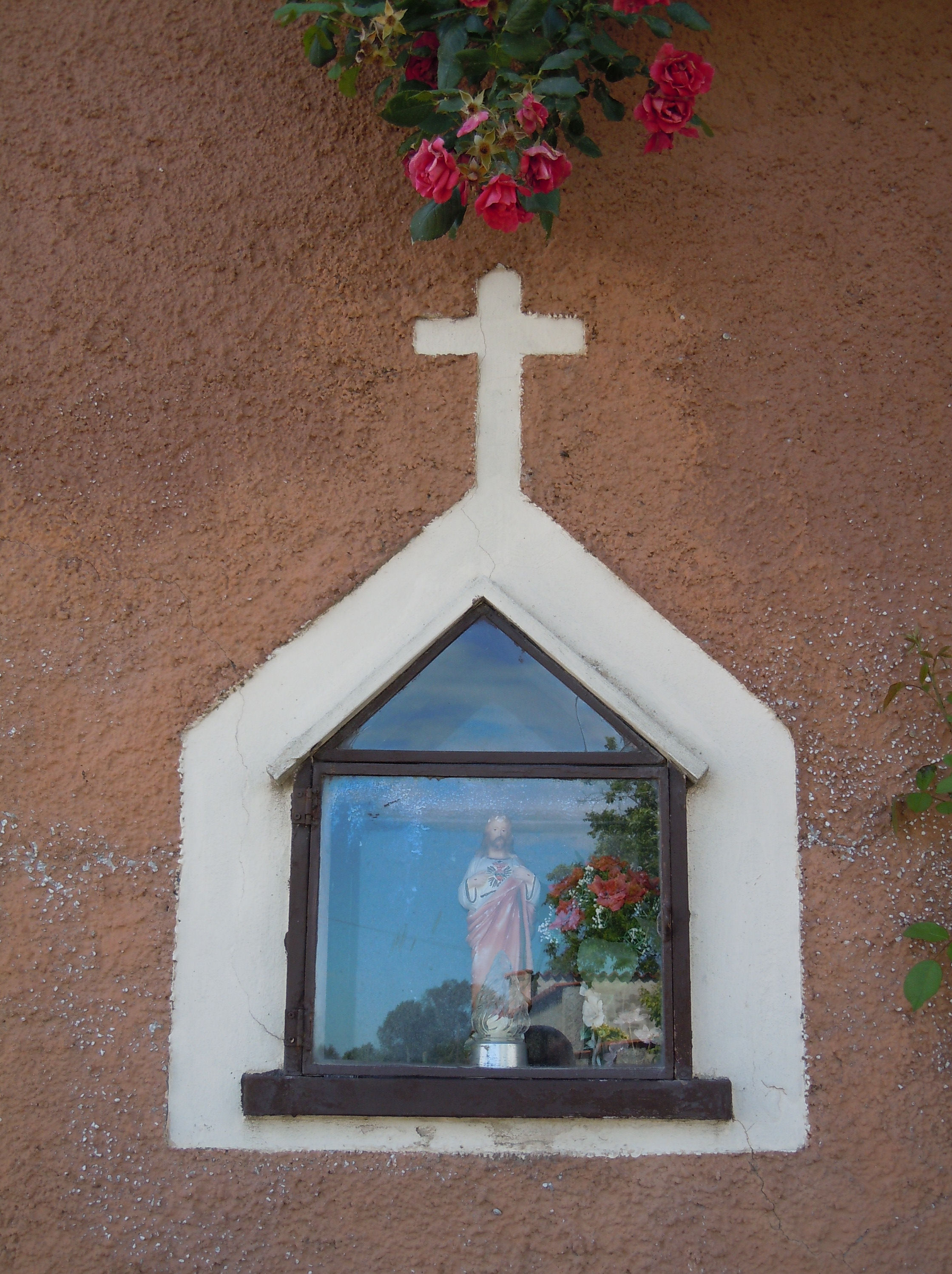
Santella in frazione Squarzieri

La religione maggiormente praticata in paese è, come per l'Italia, quella cattolica; gli stranieri invece sono in prevalenza sikh, musulmani e induisti. Nel comune esistono anche diverse famiglie di Testimoni di Geova.
Sul territorio comunale esiste un'unica parrocchia, intitolata all'Assunzione della Beata Vergine Maria, appartenente alla diocesi di Mantova, sebbene fino all'inizio del XIX secolo la parrocchia di Casaloldo abbia fatto parte della diocesi di Brescia, mentre nel XVIII secolo essa fu aggregata alla giurisdizione dell'abbazia di Asola.
Attualmente fa parte del vicariato foraneo di San Carlo Borromeo, centrato su Asola, e dell'unità pastorale comprendente anche Castel Goffredo, Casalpoglio e Casalmoro. Il clero parrocchiale è formato da un solo parroco.
A Casaloldo esiste anche un centro di preghiera e ritrovo per persone di religione musulmana: si trova in via Monte Grappa ed è molto frequentato anche per finalità ludiche e di svago.

### Volontariato
Il volontariato è la linfa vitale del paese: legate al comune operano associazioni quali i “Casalodi – Gli anziani insieme per Casaloldo”, che si occupano di assistenza agli anziani e a persone in difficoltà, organizzano serate danzanti, tombole, gite; i “Giovani del Futuro”, che curano l'aggregazione giovanile; l'AVIS comunale; la Polisportiva Casaloldese, attiva nel centro sportivo comunale di via Monte Grappa; l'"Associazione spazio famiglie e bambini".
Anche la parrocchia conta diversi gruppi di volontariato, come il coro parrocchiale, i giovani dell'oratorio, i genitori dell'oratorio.

### Tradizioni e folclore

#### Triduo dei morti
La tradizione dei tridui dei morti risalirebbe alla visita nell'Asolano di San Carlo Borromeo, il quale, introducendo questi riti, ancora diffusi nel Bresciano, avrebbe inteso distogliere i fedeli dai bagordi eccessivi del carnevale. Del resto l'esigenza di pregare per i defunti era molto sentita anche perché si era in tempo di peste.
Così nella parrocchia di Casaloldo, ogni anno, la terza domenica prima di carnevale si ricordano i defunti della parrocchia, il lunedì seguente i morti durante l'anno ed il martedì i parroci.
Per i Tridui, fin verso il 1970, la chiesa parrocchiale cambiava volto con tendaggi nero e oro e tantissimi ceri accesi. Esisteva inoltre un enorme macchinario in legno che serviva a sostenere numerosi portaceri e candele, che formavano vari disegni di ispirazione religiosa; durante l'anno era normalmente conservato in un portico adibito a magazzino, un tempo situato sul lato sud del campanile. La macchina venne infine dimessa perché ormai vetusta, ed il ripostiglio abbattuto.
Fino agli anni settanta, la tradizione dei tridui era molto sentita anche al di fuori dell'ambiente parrocchiale: in occasione di quella ricorrenza si svolgeva una sorta di sagra, con veglioni e serate di ballo tenute nel teatro S.O.M.S.

#### Sagra di San Luigi Gonzaga
San Luigi Gonzaga è particolarmente venerato a Casaloldo, come del resto in un po' tutta la diocesi di Mantova, ma qui si aggiunge anche il motivo della presenza sul territorio comunale di una chiesetta in suo onore e di un intero palazzo appartenuto alle nipoti del santo.
L'antica fiera, la più importante del paese, si tiene l'ultima domenica di ottobre, e nei giorni che la precedono e la seguono. Durante la festa il borgo si anima con giostre allestite dai giostranti itineranti in piazza Matteotti, mostre, eventi culturali, stand gastronomici, animazioni per bambini, pesca di beneficenza, con la partecipazione dei commercianti del paese che allestiscono un piccolo mercato, e con l'apertura domenicale degli esercizi commerciali.
Per l'occasione vengono spesso effettuate rievocazioni storiche che hanno come oggetto l'ambiente e l'epoca nei quali vissero i conti Casaloldi.
L'ultima grande rievocazione storica si è tuttavia tenuta il 10 maggio 2009, in occasione delle celebrazioni del cinquecentesimo anniversario della battaglia di Casaloldo, insieme ad un convegno di studi e ad una mostra sui santi patroni.
San Luigi Gonzaga è anche festeggiato nella frazione Molinello il secondo lunedì di agosto, a motivo della presenza in loco di una chiesa a lui intitolata.

#### Festa dell'Avis
Ha luogo nella prima settimana di luglio, ospita orchestre, gruppi musicali vari, ballo liscio, lotterie, e vede la partecipazione e la sponsorizzazione delle imprese del territorio.
Da qualche anno è preceduta, nel mese di giugno, dalla Festa dello Sport.

#### Festa dei santi patroni Gordiano ed Epimaco
Ricorre il 10 maggio, giorno in cui nel 1509 ebbe luogo la battaglia di Casaloldo, in memoria del buon esito della quale furono scelti appunto come patroni del villaggio i santi che il calendario portava quel giorno, i martiri Gordiano ed Epimaco.
Il quadro votivo che rappresenta la battaglia di Casaloldo, collocato nella chiesa parrocchiale, nella scritta dedicatoria esprime con chiarezza l'origine della devozione per questi santi.
L'uso di commemorare eventi della storia di una comunità o di una nazione con la celebrazione liturgica difeste legate alla vita di Cristo, della Madonna e dei santi è tradizione consolidata. Ricorrendo il 10 maggio la memoria dei santi martiri Gordiano ed Epimaco, risultò naturale ed in linea con la tradizione consegnare a questa festa il ricordo della battaglia. Non è tuttavia dato conoscere quando la scelta dei patroni venne effettivamente formalizzata con un intervento dell'autorità religiosa.
A Casaloldo, tenendo conto del legame con i santi martiri Gordiano ed Epimaco, festeggiati il 10 maggio, la solennità patronale veniva celebrata nel medesimo giorno, almeno fino al 1778. In tale anno infatti l'abate ordinario di Asola, da cui allora dipendeva la parrocchia di Casaloldo, concedeva la facoltà di trasportare la solennità dei suddetti santi alla prima domenica di settembre. Tenendo conto di alcuni documenti dell'anno 1891, c'è tuttavia da ritenere che di fatto – anche se non si sa da quando – la festa patronale venisse nuovamente celebrata il 10 maggio. Poiché però l'amministrazione comunale dell'epoca riteneva che tale data fosse inadatta, come anche quella della prima domenica di settembre, la festa, appunto dal 1891, venne trasferita al 10 ottobre.
Nel 1965 don Angelo Aroldi indisse una sorta di consultazione circa l'opportunità di trasferire nuovamente la festa dei patroni al 10 maggio. Da allora Casaloldo è tornato a celebrare i suoi patroni proprio in quest'ultima data, giorno della festa originaria.
La festa patronale, riscoperta nell'ultimo decennio, specialmente grazie alle celebrazioni del cinquecentesimo anniversario della battaglia di Casalold], sta diventando un momento importante di incontro e di nuove esperienze di gioco, sport e spettacolo specialmente per i più piccoli, grazie anche alla sponsorizzazione delle imprese del paese.

#### Falò di Sant'Antonio Abate
Molto sentite a Casaloldo sono anche feste diffuse in generale nei paesi agricoli dell'Italia settentrionale e legate alla tradizione contadina, come quella del patrono degli animali domestici Sant'Antonio Abate – 17 gennaio -, organizzata dagli agricoltori del territorio con degustazione di prodotti tipici e relativo falò propiziatorio – buriél -.
In passato anche a Casaloldo, come in altri paesi della Bassa Bresciana e del Mantovano, c'era la tradizione di salutare la fine dell'inverno e del carnevale bruciando la “vecchia” – detta vecia -, un fantoccio appositamente preparato, che prima di ardere doveva leggere il suo testamento. Di solito la cerimonia avveniva in località Morini, dal balcone del palazzo Bogarelli, tra una folla di gente mascherata che partecipava allegramente a questo evento. Si conservano ancora alcuni testi dello spiritoso testamento scritti in dialetto, risalenti all'incirca agli anni Sessanta.

#### Mercato settimanale
Il mercato, a Casaloldo, si svolge ogni martedì mattina in piazza Matteotti.

## Cultura

### Istruzione

#### Biblioteche
A Casaloldo è presente la biblioteca comunale che fa parte del Sistema bibliotecario Ovest Mantovano.

#### Scuole
Sul territorio esistono due strutture scolastiche: la scuola elementare e la scuola dell'infanzia. Nel 2012 è entrata in funzione una nuova struttura dell'asilo nido comunale..

### Musei
L'Ecomuseo tra il Chiese, il Tartaro e l'Osone: terra dell'agro centuriato della Postumia, museo diffuso del Nord-ovest Mantovano istituito nel 2011 per iniziativa dei comuni di Piubega e Casaloldo, è impegnato nella valorizzazione del territorio, della storia, della società, dell'economia dei comuni e delle parrocchie partecipi..
Il comune di Casaloldo inoltre aderisce all'ente intercomunale di promozione del territorio Associazione l'Aquila e il Leone, che comprende undici comuni del Medio-Alto Mantovano, finalizzato a valorizzare le locali risorse culturali, tradizionali, turistiche e ambientali.

### Media
Nel paese viene stampato annualmente, solitamente a Natale, un giornale per i parrocchiani, Il Nostro Campanile, i cui principali argomenti sono di carattere religioso e culturale.

### Teatro
Il teatro della località si trova nella ex sede della Società Operaia di Mutuo Soccorso, dove è attivo il gruppo teatrale e musicale Persone Singolari, e vi si tengono corsi di teatro, ginnastica, ballo.
In passato erano operative in paese una Società Filodrammatica – XIX secolo -, una banda musicale – epoca fascista -, ed un club fotografico, chiamato gruppo “Foto Cine Club Casaloldo”, con sede nella rimessa dell'oratorio.

### Archivi
- Archivio comunale. Contiene documenti a partire dal XIX secolo.
- Archivio parrocchiale.

### Cucina

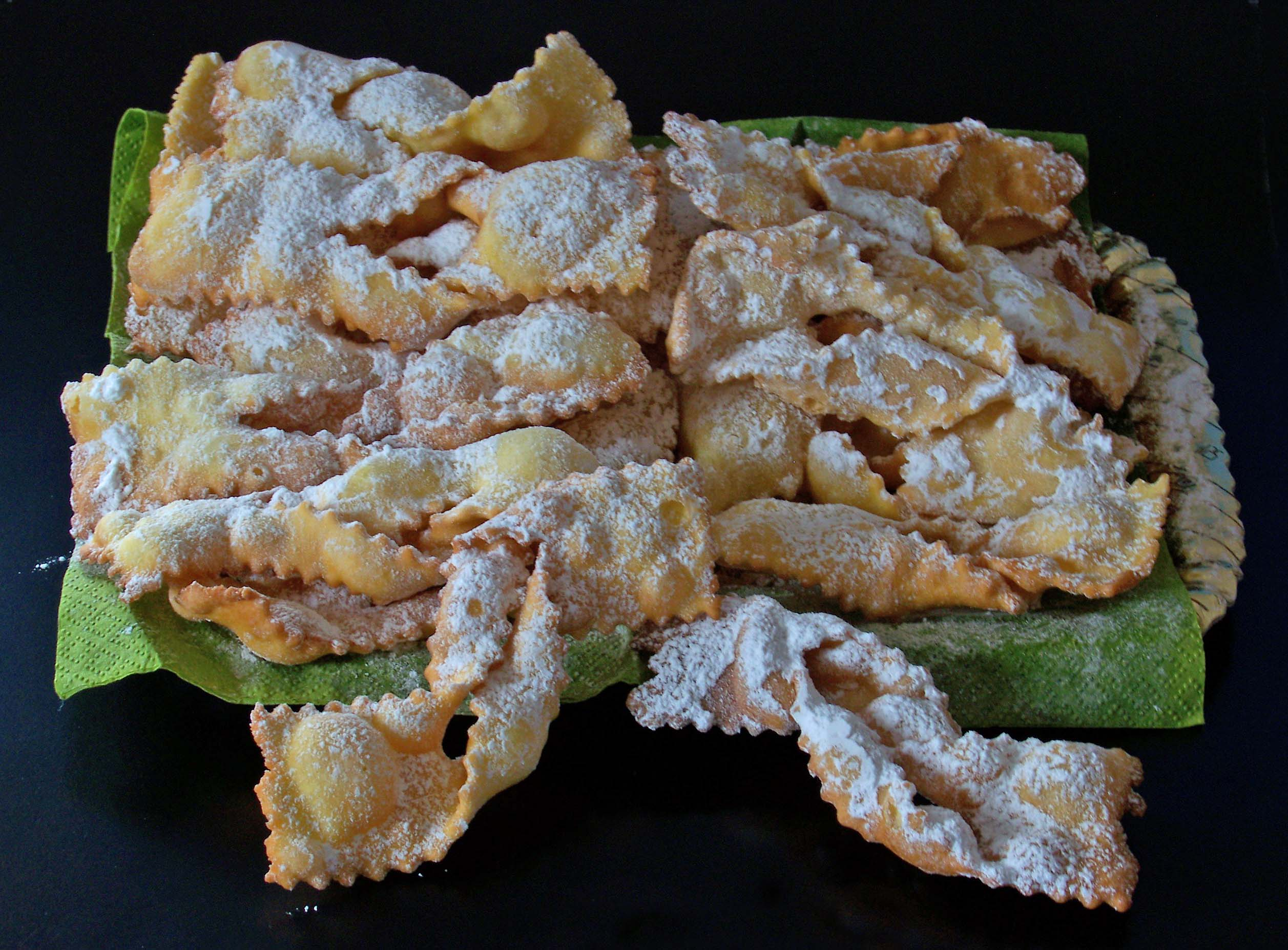
Chiacchiere di carnevale

- Tortello fior di verza, ha acquisito dal 2017 lo stato di "De.C.O." (Denominazione comunale d'origine)[113][114].
- Riso amaro.[115]
- Risotto avisino.[115]
- Tridarì, brodo con dentro pasta fatta a mano e grattugiata, consumato soprattutto durante i tre giorni del Triduo dei morti[45].
- Tortelli di zucca.
- Salame mantovano.
- Bisulà, in italiano "bussolano", dolce.
- Sùgol, in italiano "sugolo", specie di budino preparato con il mosto, dopo la vendemmia.
- Chisòl, tipo di focaccia.
- Latùghe, in italiano "chiacchiere", dolce di carnevale.

## Geografia antropica

### Urbanistica

#### Il castello

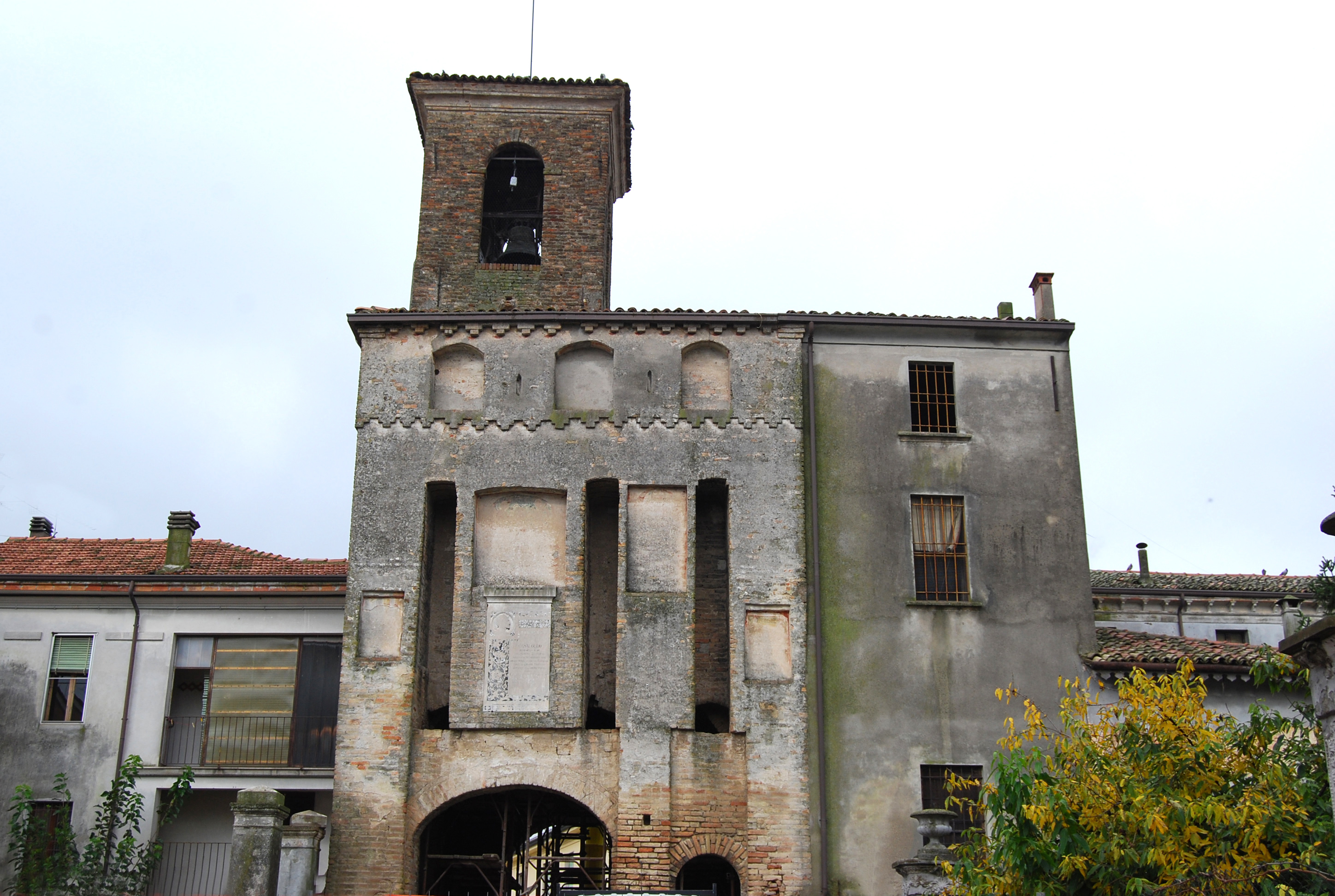
Torre Casalodi prima del restauro

La parte più antica del centro abitato di Casaloldo è rappresentata da quanto rimane del castello in terra e legno edificato probabilmente tra la fine dell'XI secolo e l'inizio del XII, e certamente presente alla metà di quest'ultimo secolo, su un dosso – il casale altum - che costituisce il primo agglomerato del paese.
In particolare, il nucleo principale di tutto ciò che rimane del castello, oltre al terrapieno di forma vagamente semicircolare, ancora visibile e leggermente sopraelevato rispetto al terreno circostante, è costituito dalla cosiddetta torre Casalodi. Essa in epoca medievale e moderna collegava il nucleo più antico – il castello – alla parte più recente – il borgo -.
L'assetto più antico dell'abitato, inizialmente a prevalente carattere rurale – casale -, si è definito nel periodo che va all'incirca dall'XI secolo al XV, principalmente sotto il dominio della famiglia dei conti di Casaloldo che, nel pieno delle facoltà feudali dell'epoca, traeva la propria potenza economico-politica dai territori signoreggiati.
La più antica mappa disponibile di Casaloldo risale alla metà del XVIII secolo: essa fornisce testimonianza di una lunga evoluzione della vita locale, iniziata sicuramente durante il periodo medievale, dominato dai conti Ugonidi, e poi sviluppatasi nei secoli successivi durante l'epoca di influenza mantovana – Gonzaga -, viscontea e infine veneziana.
Durante il primo periodo, intorno all'anno 1000, il nucleo abitato si definì agglomerandosi all'interno della zona fortificata – il dosso o “motta” che venne chiamato casale alto -, poi interessata dall'edificazione di un vero e proprio castello, vicino comunque a numerosi impianti agricoli che si trovavano appena al di fuori del “casale”.
Nelle cartografie più antiche è possibile rilevare che la zona occupata dal castello ha i bordi indicanti una lieve sopraelevazione – che ora appena si coglie – nei confronti della quota generale d'intorno, e che risulta completamente circondata da un ampio fossato, ora interrato ma inedificato, in passato allagato con l'acqua proveniente dal Tartaro, piccolo fiume che attraversa Casaloldo.

#### Il borgo

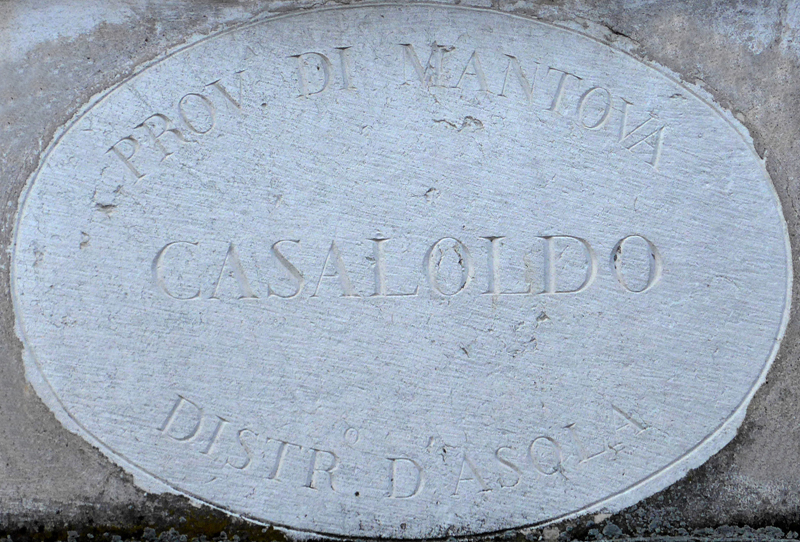
Casaloldo, lapide indicante il paese.

La necessità di organizzazione sia del castello che delle aziende agricole, e l'espansione graduale del tessuto abitativo, dovettero in seguito, nel Basso Medioevo, dar luogo alla formazione di un apparato di stanziamento anche immediatamente al di fuori del recinto difensivo del castello: è quello che si chiamava “borgo”.
Già le prime cartografie registrano la configurazione del borgo, esterno al fortilizio, orientato lungo l'asta nord-ovest / sud-est, perpendicolarmente al tratto di corso del Tartaro che si colloca proprio tra le due aree fondamentali del centro storico di Casaloldo: la zona del castello ad ovest e l'insediamento di appoggio ad est.
Il borgo che nel tempo si è venuto costituendo può essere in breve così descritto: il nucleo iniziale è rappresentato dal complesso di edifici che formano via Trieste, con le appendici senza uscita – attualmente sul fianco sinistro della chiesa parrocchiale -; in una fase successiva intervenne il congiungimento di questo primo insediamento sia con i complessi edilizi sull'attuale via Dante Alighieri, sulla sinistra del Tartaro e di fronte all'ingresso al castello, sia con il complesso alla destra del Tartaro e a nord del fortilizio, comprendente anche le case sparse lungo via Roma.
Un disegno abitativo che peraltro si forma in stretta connessione con la posizione dei torrenti e dei fossi della rete idrografica: il borgo era infatti circondato da uno studiato sistema di canali, ora in parte tombinati, che consentiva l'isolamento del borgo, oltre che del castello, per fini difensivi.
Sia entro l'area del castello che nel borgo sono numerose le abitazioni antiche, risalenti anche al Cinquecento e al Settecento, caratterizzate da vari elementi decorativi che ne ingentiliscono le linee, quali portali ad arco, finti bugnati, mensole nel sottotetto, fasce in mattoni a vista, finestre e balconi balaustrati, decorazioni a stucco. In una di queste eleganti dimore si trova anche un antico stemma scolpito della famiglia Poncarale, mentre in alcune, poste all'ingresso del centro storico, sono infisse lapidi “stradali” del XIX-XX secolo, con l'indicazione “Casaloldo - Prov. di Mantova - Distr. d'Asola".

#### Via Roma

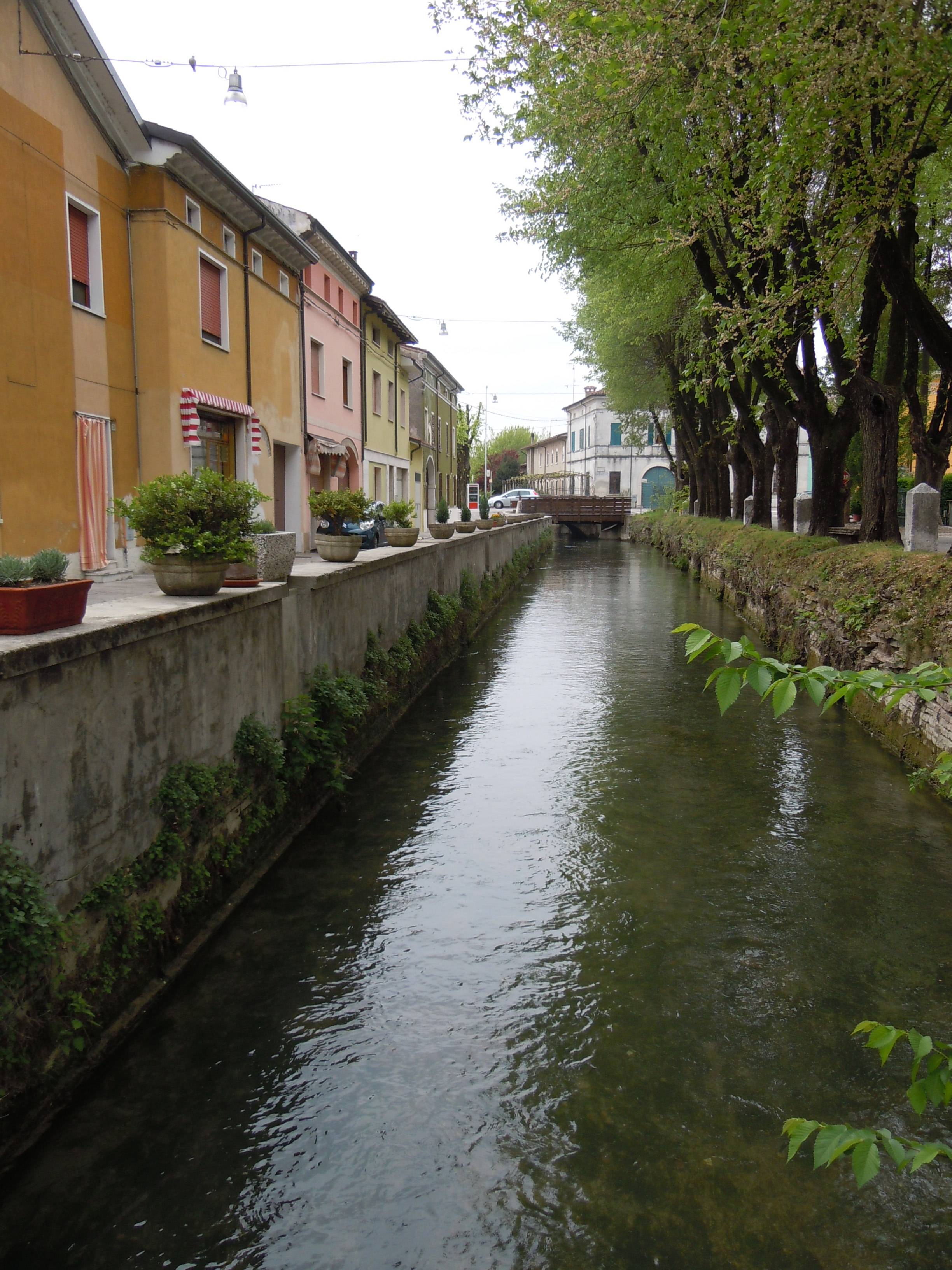
Il fiume Tartaro scorre nel centro abitato

Per molti anni via Roma è stata la più importante arteria di transito per la zona nord del paese.
Fu aperta probabilmente tra la fine del XVIII secolo e l'inizio del XIX, come mostrano le mappe dell'epoca, tagliando in direzione nord-sud quanto rimaneva del terrapieno o dosso su cui si ergeva il castello, all'epoca in via di smantellamento..
Fino a non molto tempo fa, quando le vie del paese non possedevano precisa nomenclatura, ma erano distinte in borgate, via Roma era suddivisa in due tronconi: quello a su era detto “contrada del castello”, il principale, perché faceva parte dell'antico complesso fortificato di Casaloldo; esso portava fino all'attuale incrocio con via Dante Alighieri. Il secondo troncone, a nord, era chiamato “contrada Mollina”, rappresentava la parte terminale della via e conduceva fino al ponte sul Tartaro di via Solferino.
A via Roma furono legate le prime importanti attività produttive e sociali che hanno garantito al comune un notevole incremento economico e un profondo sviluppo sociale. I successivi piani regolatori hanno trasferito da via Roma alle zone a ridosso del paese le attività industriali ed artigianali.
Attualmente altri assi stradali periferici hanno alleggerito il traffico di via Roma.
Su di essa, nella parte sud, si trova oggi il complesso del nuovo municipio, qui trasferito ristrutturando ed adattando alcuni edifici sorti forse nella seconda metà dell'Ottocento, non lontano dalla torre civica. Nel Novecento in questo stabile trovarono posto un'osteria e sul retro un impianto per il gioco delle bocce.
Accanto al municipio sorgono poi il teatro S.O.M.S., l'ex "casa del fascio" e il vecchio mattatoio, edifici risalenti probabilmente alla fine del XIX secolo.
Nel troncone nord invece oggigiorno vi è una forte concentrazione di residenti extracomunitari, tanto che tale tratto di via Roma è sovente chiamato popolarmente “strada degli indiani”, come in genere sono definiti anche i cittadini del Bangladesh.

#### Via Dante Alighieri

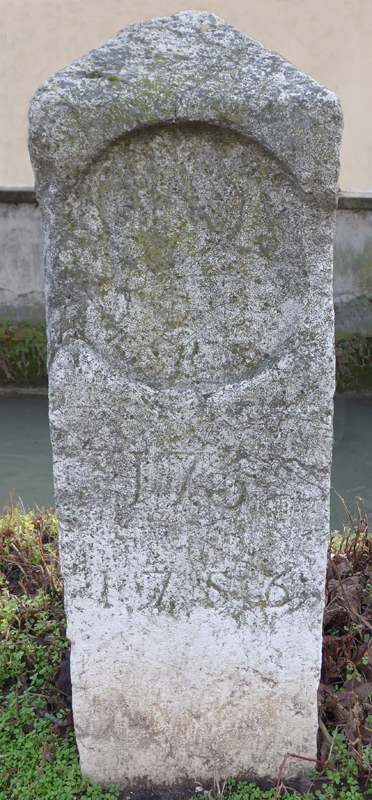
Casaloldo, cippo confinario austriaco, 1756.

Anticamente il viale che costeggia il Tartaro - via Dante Alighieri -, su cui si affacciava il castello, e su cui ora prospetta la torre civica, si chiamava “contrada Molinella”, a motivo del mulino che era situato nella parte terminale della via.
Costruito forse nel primo Settecento, il mulino ad acqua consisteva in una macina azionata da una grande ruota mossa dall'acqua, grazie ad una piccola cascata creata appositamente dal canale Tartaro. Una ruota minore sempre azionata dall'acqua serviva per il meccanismo che separava la crusca dalla farina di frumento. Ristrutturato nel 1951-1952, era di proprietà comunale. Fu demolito verso il 1972-1973 per la costruzione di due appartamenti.
Lungo via Dante Alighieri si trovano 9 paracarri costituiti da un prisma quadrangolare sormontato da una sommità a piramide; in molti dei prismi su una faccia vi è una rientranza circolare in cui precedentemente era forse scolpito il leone di San Marco, simbolo di Venezia, mentre al di sotto compaiono dei numeri, indicanti per lo più l'anno – 1756 -. Un altro di questi paracarri si trova murato in un angolo della facciata della chiesa di San Rocco.
Anticamente questi cippi miliari veneti si trovavano forse nella fascia est del territorio comunale verso Piubega e Ceresara, ad esempio in località Morini, e servivano probabilmente a segnalare il confine tra la Repubblica di Venezia ed il ducato dei Gonzaga.

#### Piazza Giacomo Matteotti
Si tratta della principale piazza del paese, situata appena alla sinistra del torrente Tartaro e di fianco ad un tratto della strada provinciale Mantova-Asola. Nel XIX secolo e fino alla metà del secolo scorso era chiamata piazza XX Settembre; oggi è destinata principalmente a parcheggio.
Si sviluppa davanti alla chiesa parrocchiale, di cui dunque in origine dovette rappresentare forse il sagrato: poiché la chiesa ha origini molto antiche – medievali -, si può supporre che anche la piazza sia stata aperta, lasciando l'area inedificata, molti secoli fa. Essa esisteva comunque con una certa sicurezza nel XVI secolo, almeno a giudicare dal dipinto conservato nella parrocchiale, che rappresenta la battaglia di Casaloldo, e quindi anche il centro del villaggio.
Oltre alla chiesa parrocchiale e a quella di San Rocco o dei Disciplini, prospetta sulla piazza il vecchio palazzo municipale.
In fregio alla piazza fino al 1934-1935 erano collocati i binari della sede tranviaria della linea Mantova-Asola, costruita e gestita da una società belga verso la fine dell'Ottocento.
Sul ponte del Tartaro fino all'incirca alla metà del secolo scorso vi era un parapetto in ferro battuto di pregevole fattura, sostituito poi con lamiere da parte della provincia di Mantova. L'antico ponte in laterizi sul piccolo corso d'acqua, su cui passa oggi la strada provinciale, è stato consolidato, includendolo in una nuova struttura, entro il primo decennio dell'attuale secolo, a seguito di cedimenti strutturali.
Altri edifici importanti che si affacciano sulla piazza sono l'ufficio postale, la casa canonica e l'oratorio parrocchiale; su di essa prospettano inoltre numerosi negozi ed attività commerciali.

#### Via Libertà
È l'asse viario principale che da piazza Matteotti in direzione est collega il centro con le località in direzione Mantova, innanzitutto Piubega. Fino alla metà del secolo scorso in questa direzione oltre le scuole e la ghiacciaia non esistevano che campi.
La ghiacciaia era un cumulo di terra vuoto all'interno dove venivano posti blocchi di ghiaccio raccolti d'inverno nei fossati o nelle rogge, allo scopo di avere ghiaccio a disposizione tutto l'anno per uso alimentare, medicinale e commerciale.
Fino a pochi anni prima della seconda guerra mondiale su un lato della strada correvano i binari del tram mosso da una motrice a vapore ed in seguito a gas.
Oggi l'insediamento di abitazioni civili ed aziende artigianali, unitamente alla nuovissima zona industriale, collegano ormai il centro urbano con le frazioni limitrofe, in particolare Tavagliati e Molinello. Nel 1945 i tedeschi chiusero gli accessi a Casaloldo con barriere anticarro in via Libertà, oltre che in via Giustizia e via Roma.

#### Piazza Virgilio
È chiamata anche “piazza nuova” per il fatto che è stata aperta non molto tempo fa, nell'ultimo decennio del secolo scorso, al centro di una nuova area residenziale sita di fianco ad un tratto di via della Giustizia e non molto distante da piazza Matteotti. Vi si trovano parcheggi, area parco giochi e area verde.
Recentemente risistemata, oggi ospita anche un punto di prelievo di acqua potabile detto “Casetta dell'acqua”, riservato ai cittadini di Casaloldo, che eroga gratuitamente acqua dell'acquedotto comunale con le opzioni dell'acqua gassata e refrigerata.

#### Nuovi quartieri e zone industriali
Nel secondo dopoguerra, il paese ha conosciuto una notevole espansione urbanistica, con abitazioni e stabilimenti artigianali che si sono disposti in particolar modo lungo la strada provinciale numero 1 – cioè via della Giustizia – in direzione Asola, fino ed oltre il corso d'acqua Fuga, e lungo la provinciale numero 8 – viale dei Caduti -, in direzione Castel Goffredo. Uno sviluppo urbano, seppur minore, si è avuto anche lungo via Libertà, vale a dire il tronco della strada provinciale verso Mantova..
Tra la fine del secolo scorso e l'inizio dell'attuale, in concomitanza con una forte crescita demografica, nuove zone residenziali sono sorte: a sud-ovest di Piazza Matteotti, lungo via Risorgimento, strada che conduce verso la campagna a sud del paese; intorno a Piazza Virgilio, a sud-ovest del centro storico; a nord-ovest del centro, nell'area compresa tra via San Vito e via Solferino a nord e via Belfiore a sud, a cavallo del Tartaro e fino a via Piave verso ovest; a nord-est del centro, oltre via Trieste e via Piave; a sud-est del paese, tra il corso del Tartaro e la provinciale per Mantova. Molti di questi nuovi quartieri ospitano aree verdi e parchi gioco.
La prima zona industriale è sorta a nord del paese, e ad ovest della provinciale che conduce a Castel Goffredo; una seconda zona industriale si sta formando ad est del centro abitato sulla provinciale numero 1 in direzione Piubega.

### Frazioni

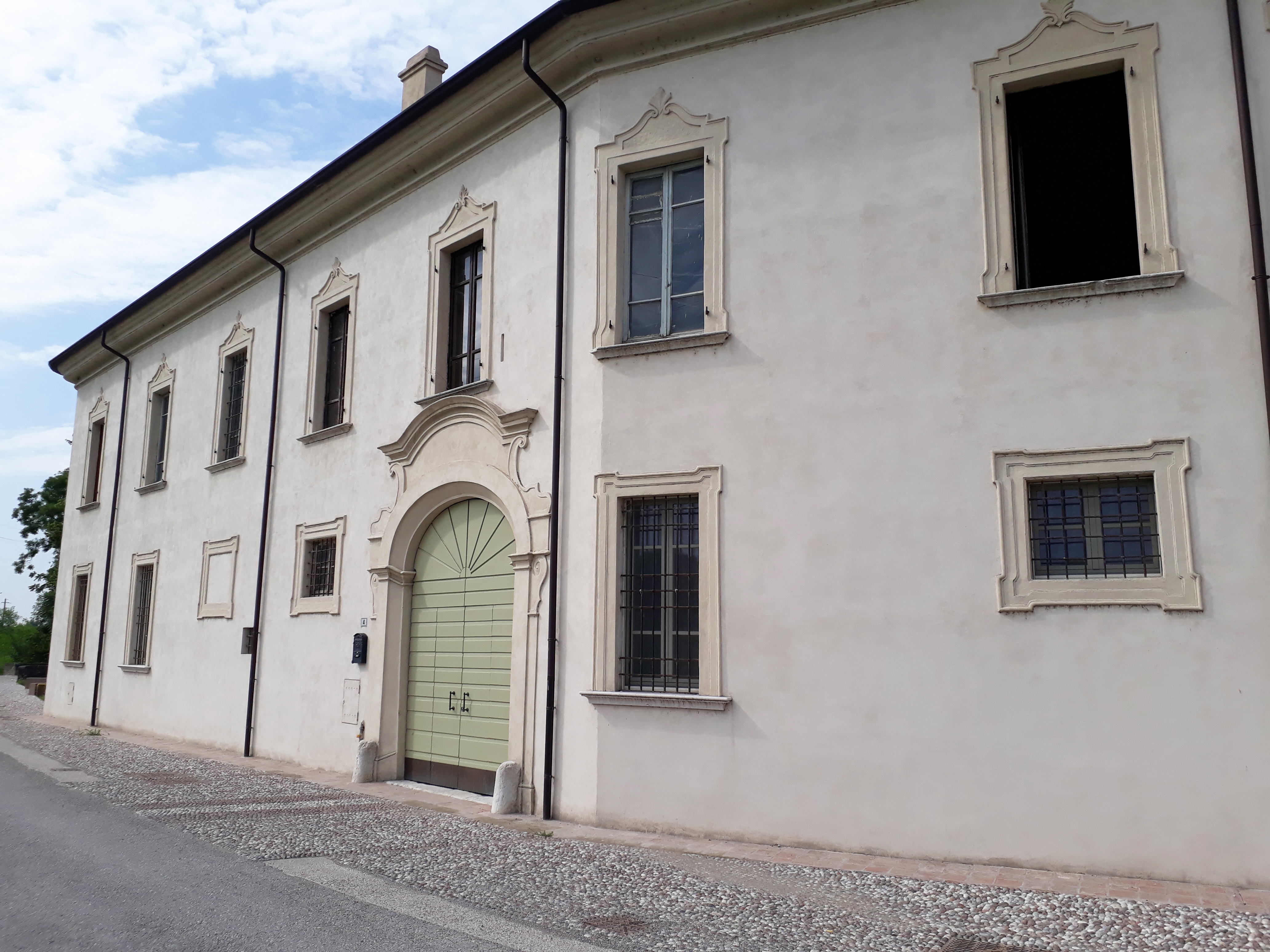
Palazzo Aliprandi a Molinello

Già a partire almeno dal 1574 il territorio di Casaloldo era distinto in varie zone: quelle periferiche, designate come contrade, e il centro storico, detto semplicemente Casaloldo, ma con distinzione tra l'interno del castello e l'esterno.
Alcune contrade erano già bene individuate, e corrispondono alle borgate odierne, come Molinello, Travagliati, Bellaria; altre invece risultano difficilmente individuabili. Parecchie di esse prendono comunque il nome dalle famiglie che vi erano più numerose o che comunque le caratterizzavano.
Ad esempio la località Sant'Ambrogio corrisponde oggi alla frazione Squarzieri, cognome di una famiglia che la abitava e che soppiantò il nome Sant'Ambrogio quando si perse memoria dell'antica chiesa intitolata al santo milanese.
Nel 1902 si ha notizia della divisione del territorio parrocchiale nelle frazioni di San Vito, Molinello, Sant'Antonio, Travagliati.
Oggi le frazioni esistenti nel comune si dispongono prevalentemente nella fascia est di questo, verso i territori di Piubega e Ceresara: si tratta, da nord a sud, delle località di Squarzieri, Bellaria, Morini, Staffolo, Travagliati, Molinello, Pistoni. Poco più che semplici cascine sono invece Fiore, Pasinetti, Palazzo, Sant'Antonio, Sant'Anna. Nella zona ad ovest del centro si trova invece unicamente la frazione San Vito, più i cascinali Gerole e Bottino.

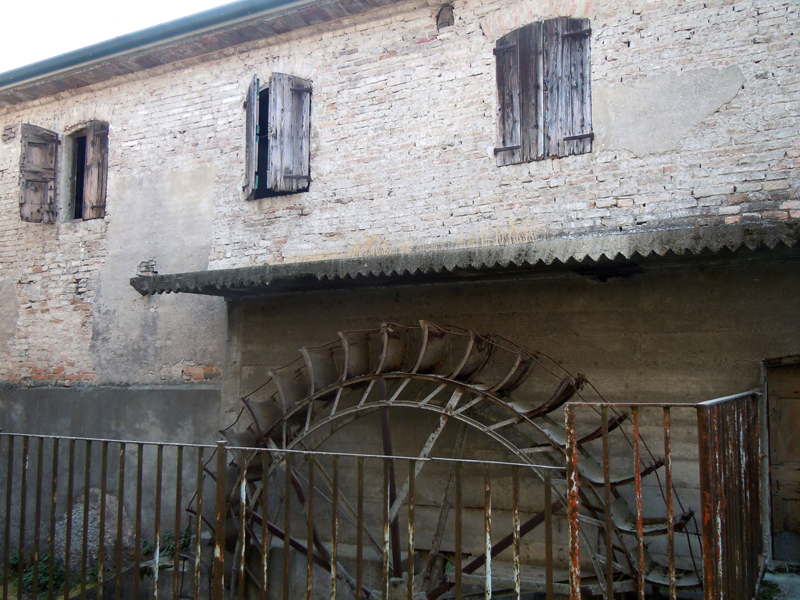
Molinello Sotto, Il mulino

Le località dotate di un luogo di culto – una chiesetta - sono Molinello e San Vito. Nelle altre sono comunque spesso presenti edicole sacre, chiamate "santelle", mentre in quella di Sant'Antonio esisteva fino alla fine del XIX secolo una piccola chiesa, come anche in quella di Squarzieri fino al XVI secolo.
In località Morini fino a qualche decennio fa si trovava il caseificio Morini o Bogarelli. Costruito nel primo Novecento, venne poi ristrutturato e completato con attrezzature moderne nel 1937. Vi si producevano Grana Padano e burro, e vi si allevavano maiali d'ingrasso. Il caseificio dava così lavoro a diverse persone. Fu infine demolito nel 1969-1970 perché ormai in disuso. Ora sulla stessa area sorgono Villa Elide di proprietà del dott. Bogarelli ed altre caratteristiche ville.
In località Molinello Sotto è ancora presente e intatto, anche se non più funzionante, il mulino attivo fino agli anni settanta dello scorso secolo, e da cui prende il nome la frazione.

## Economia

### Agricoltura
Il territorio è oggi quasi interamente dedicato alla pratica dell'agricoltura, molti infatti sono i campi coltivati con mezzi intensivi tipici della Pianura padana e del nord Italia. I principali prodotti della terra sono costituiti dal mais e dal frumento ma, seppur in maniera minore, parte del raccolto è costituito anche dalla soia, dalla barbabietola da zucchero, dall'erba medica e da alcuni ortaggi. Qua e là rimane ancora oggi qualche vigneto.
L'allevamento bovino, quello di pollame così come quello suinicolo sono molto sviluppati.
L'agricoltura continua ad avere uno spazio importante, e dà lavoro anche agli immigrati, soprattutto a indiani e macedoni. Sul territorio si contano numerose aziende agricole; in località Molinello Sotto sorge il caseificio-latteria San Rocco, con annesso spaccio, che produce Grana Padano.
Fino agli anni sessanta l'allevamento del baco da seta – chiamato caalér - era un'attività largamente diffusa fra la popolazione rurale, poiché garantiva un reddito supplementare per il sostentamento delle famiglie, all'epoca assai numerose. L'allevamento del baco da seta occupava principalmente manodopera femminile e serviva spesso per arrotondare i bilanci familiari, con la vendita dei bozzoli prodotti dai bachi alle filande. I bachi venivano esclusivamente nutriti con foglie di gelso – mur -, raccolte dalle donne e dai bambini: da qui la larga presenza di questo albero nella campagna di Casaloldo fino a non molti decenni fa.

### Industria e artigianato

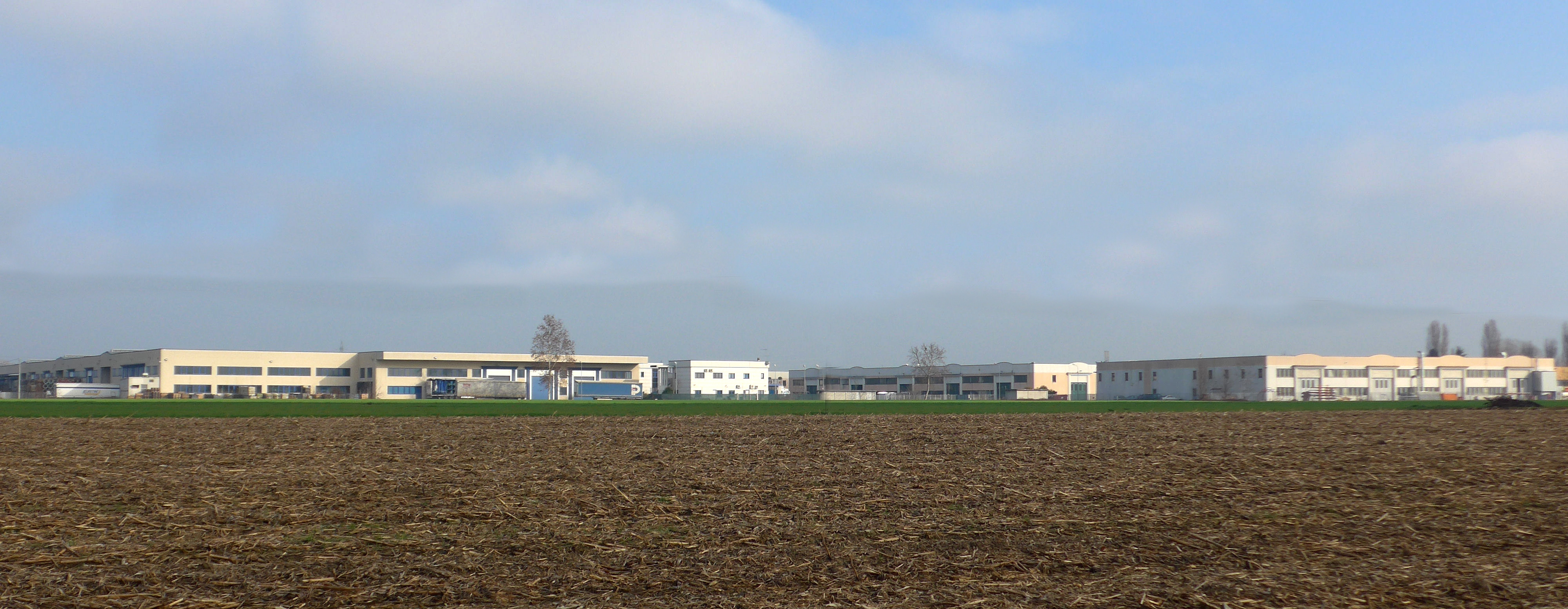
Casaloldo, zona industriale.

Casaloldo è un piccolo comune di 16 km2 circa, ma al centro del distretto industriale numero 6, detto “distretto della calza” per la produzione di calzetteria femminile, che ha la sua “capitale” nella vicina Castel Goffredo, e con una buona diversificazione produttiva.

#### Settore tessile
L'economia di Casaloldo e delle zone circostanti è dunque tradizionalmente legata al settore tessile. Al censimento 2001, Casaloldo era secondo solo a Castel Goffredo per numero di calzifici – 26 contro 196, seguiva Asola con 19 -, e al sesto posto per numero di addetti – 662 -, dopo Castel Goffredo, Castiglione delle Stiviere, Asola, Casalmoro e Ceresara. L'area industriale misura in totale 600.000 metri quadrati, ma sta per esserne realizzata una nuova in direzione Mantova.
L'industrializzazione di Casaloldo ha preso il via nel periodo d'oro dei calzifici, gli anni sessanta, dopo la chiusura dello storico NO.E.MI. di Castel Goffredo. Il primo calzificio del paese è stato quello che oggi si trova in direzione Piubega, fondato da tre soci di Casaloldo: Franzoni, Arisi e Peri. Franzoni e Arisi hanno continuato nel tempo, pur dividendosi: la fabbrica originaria è rimasta di Arisi e conta oggi circa 170 dipendenti, mentre Franzoni ha fondato un nuovo calzificio, sui 90 addetti.
Ma la vera svolta si è avuta negli anni ottanta, quando il comune ebbe il coraggio di mettere a disposizione terreni non soltanto residenziali, ma anche industriali, di fare cioè l'area Pip, Piano Insediamenti Produttivi. La giunta del sindaco Gianpietro Belluzzi in quell'occasione mostrò abilità e fiuto, visto che riuscì ad acquisire le aree e ad urbanizzarle senza provocare controversie.
Fu un successo perché il comune attirò subito un'industria importante proveniente da Desenzano del Garda, che produce filati speciali in poliammide per calze e maglierie, la cui sede ora si trova nella zona industriale in direzione Castel Goffredo, a poca distanza da questo, ma con costi minori per le aree.
Nel frattempo si consolidavano piccoli calzifici storici ed altri di medie dimensioni ne nascevano.

#### Altre industrie
A parte le fabbriche della calzetteria, di cui Casaloldo rimane una piccola capitale, nel primo decennio del secolo, tra le imprese maggiori ne è arrivata una specializzata in assemblaggio e stoccaggio di pneumatici per camion, automobili e attrezzature agricole, con circa 80 dipendenti; un'altra, proveniente da Castel Goffredo, che produce attrezzi agricoli e miscelatori, con una trentina di dipendenti. Curiosa la produzione di un'azienda specializzata nella realizzazione di sedili plastici per water. Tutti questi ultimi impianti si trovano nella zona industriale posta a nord del centro abitato, sulla strada provinciale per Castel Goffredo.
Altre due aziende molto moderne sono state fondate nella zona industriale situata verso Piubega, una che realizza filtri, l'altra che si occupa di progettazione e stampaggio ad iniezione di materiali termoplastici, elastomerici e silicone liquido. Vi si produce ogni componente di arredo, in molti colori, con un forte contenuto di design e di ricerca.

### Servizi
Dall'aprile 2010 nel comune è attivo il servizio di raccolta differenziata dei rifiuti porta a porta, gestito dalla Tea di Mantova.
L'area ecologica si trova poco al di fuori del centro abitato, in direzione della località San Vito, nella via omonima.

## Infrastrutture e trasporti

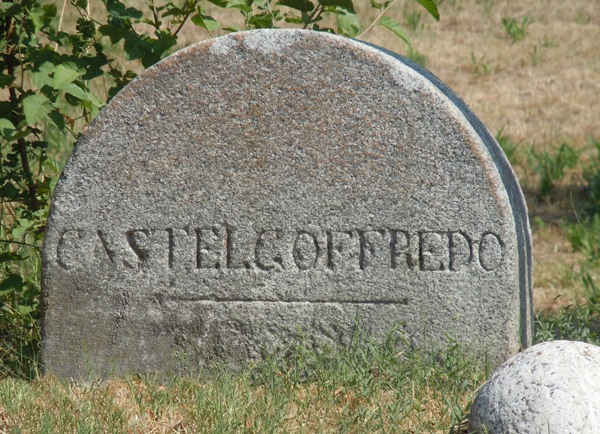
Casaloldo, Segnale stradale della seconda metà dell'Ottocento

Presso Casaloldo si incrociano le strade provinciali 1 Mantova-Asola e 8 Casaloldo-Pozzolengo; la strada provinciale 16 collega Casaloldo con Ceresara e Guidizzolo.
Il servizio di collegamento con Mantova è svolto mediante autocorse gestite dalla società APAM.
In fregio alla piazza Matteotti fino al 1934-1935 erano collocati i binari della tranvia Mantova-Asola, inaugurata nel 1886 a cura della società Valentini e Mazzorin e chiusa nel 1933 dall'Amministrazione provinciale che ne aveva rilevato l'esercizio, e della diramazione Medole-Casaloldo della linea per Cremona, costruita e gestita dalla società belga Société anonyme d'entreprise générale de travaux verso la fine dell'Ottocento. La stazione svolgeva dunque ruolo di nodo per il traffico tranviario: a ovest verso Asola e Cremona, a est verso Piubega e Mantova, a nord verso Castel Goffredo, Medole e Brescia. Gli orari affissi con tanto di cornice erano stampati come manifesti artistici secondo il gusto grafico del tempo.
Casaloldo è dotato di alcune piste ciclabili: la principale costeggia Viale dei Caduti, ossia il tratto urbano della strada provinciale numero 8 verso Castel Goffredo; altre ciclovie seguono i viali alberati di via Solferino e via Roma, con appendici in via Piave.

## Amministrazione
Già nel 1179-1180 sono attestati consoli della comunità di Casaloldo agenti secondo la volontà degli abitanti, in via di emancipazione dalla preponderanza dei conti di Casaloldo; in compenso il piccolo comune da allora in poi entrò sempre più decisamente nella sfera di influenza del comune di Brescia. La presenza di consoli della comunità rurale è segnalata anche nel 1226.
In seguito non si hanno conferme circa l'organizzazione del comune di Casaloldo, il quale comunque dovette continuare ad esistere per tutto il Medioevo e l'età moderna, sia pure soggetto alla quadra di Asola e sotto il dominio ora dei Gonzaga, ora dei Visconti, e infine della Repubblica di Venezia.
Il comune di Casaloldo è entrato a far parte del Regno di Sardegna nel 1859 e del Regno d'Italia nel 1861: fino al 1868 si trovava inoltre nella provincia di Brescia. Nei primi nove anni, dal 1859 al 1867, non vi sono documenti che attestino in modo chiaro chi avesse assunto la carica di sindaco, ma solo alcuni contratti che portano la firma del “Deputato Sperindio Massimo” e del signor Agoggeri, di cui non si conosce la carica. Dal 1866 al 1867 nei documenti si trova la firma di Bonandi Marco, assessore municipale in assenza del sindaco. Solo a partire dal 1868 si trova in modo chiaro il nome del sindaco, Rizzardi Luigi.
Pietro Zaltieri (1905-1983), nato a Casaloldo, come cittadino ha un primato inconsueto: per ben 25 anni, dal 1956 al 1980, è stato sindaco del comune, essendo stato eletto per cinque consecutive tornate amministrative.
Elenco dei sindaci di Casaloldo dal 1868.
| Periodo | Periodo   | Primo cittadino                             | Partito      | Carica                  | Note |
| ------- | --------- | ------------------------------------------- | ------------ | ----------------------- | ---- |
| 1868    | 1870      | Luigi Rizzardi                              |              | Sindaco                 |      |
| 1870    | 1881      | Luigi Arcari                                |              | Sindaco                 |      |
| 1882    | 1889      | Antonio Agoggeri                            |              | Sindaco                 |      |
| 1890    | 1901      | G. Battista Giovanelli                      |              | Sindaco                 |      |
| 1902    | 1911      | Antonio Agoggeri                            |              | Sindaco                 |      |
| 1912    | 1913      | Alessandro Romazzotti                       |              | Sindaco                 |      |
| 1914    | 1917      | Angelo Pezzana                              |              | Sindaco                 |      |
| 1918    | 1920      | Pasquale Vitale                             |              | Regio Commissario       |      |
| 1921    | 1921      | Alessandro Romazzotti                       |              | Regio Commissario       |      |
| 1921    | 1922      | Antonio Arrighi                             |              | Regio Commissario       |      |
| 1923    | 1928      | Paolo Grazioli                              |              | podestà                 |      |
| 1928    | 1933      | Ferruccio Romazzotti                        |              | podestà                 |      |
| 1934    | 1940      | Emilio Fario                                |              | podestà                 |      |
| 1941    | 1941      | sig. Martiradonna                           |              | Commissario prefettizio |      |
| 1942    | 1942      | Nestore Grazioli                            |              | Commissario prefettizio |      |
| 1943    | 1944      | Luigi Buzzago                               |              | podestà                 |      |
| 1945    | 1946      | Antonio Fario                               |              | sindaco                 |      |
| 1946    | 1951      | Remo Baroni                                 |              | sindaco                 |      |
| 1951    | 1956      | Ettore Pozzi                                |              | sindaco                 |      |
| 1956    | 1980      | Pietro Zaltieri                             |              | sindaco                 |      |
| 1980    | 1985      | Ferdinando Marcolini                        |              | sindaco                 |      |
| 1985    | 1986      | Decimo Cerati                               |              | sindaco                 |      |
| 1986    | 2004      | Gianpietro Belluzzi                         |              | sindaco                 |      |
| 2004    | 2014      | Patrizia Leorati                            | Lista civica | sindaco                 |      |
| 2014    | 2019      | Sergio Frizzi                               | Lista civica | sindaco                 |      |
| 2019    | in carica | Emma Raschi (secondo mandato dal 10-6-2024) | Lista civica | sindaco                 |      |

## Sport

### Ciclismo
Dal 1936 si ha testimonianza di un'attività ciclistica a Casaloldo, e nel 1940 di una compagnia di corridori.

### Calcio
Una squadra di calcio di Casaloldo esiste almeno dal 1938: a volte gli incontri si tenevano anche in piazza Matteotti, allora sterrata.
Squadre di calcio di Casaloldo sono successivamente presenti negli anni quaranta e cinquanta, quando esse cominciarono a giocare in un vero e proprio campo sportivo, all'epoca posto sulla strada verso Castel Goffredo.
Da alcuni anni nei mesi di giugno e luglio si tiene la "Festa dello Sport", che vede la partecipazione di oltre 250 atleti di ogni età e viene realizzata grazie alle sponsorizzazioni dei commercianti e delle imprese del territorio.